# 메르세데스-벤츠 C 클래스
메르세데스-벤츠 C 클래스(Mercedes-Benz C-Class)는 다임러 AG가 제조해 메르세데스-벤츠 브랜드로 판매하는 후륜구동 컴팩트 세단 및 스테이션 왜건이다. C 클래스의 전신은 코드 네임 W201의 190E, 230E이다.

## 1세대(W201)
메르세데스-벤츠가 제조한 최초의 소형차로 1982년에 190이라는 이름으로 출시되었다. 혁신적인 프론트 맥퍼슨 스트럿/리어 5링크 서스펜션이 장착되었고, 안전사양으로 프론트 및 리어 안티 롤 바, 안티 다이브 및 안티 스퀘어 기어, 에어백, ABS 브레이크 및 안전벨트 프리텐셔너, 차체 각도는 탑승자에게 심각한 손상을 입히지 않고, 56km/h(35mph)의 속도로 콘크리트 방벽의 오프셋 충돌을 견디도록 설계되었다.

## 2세대(W202/S202)

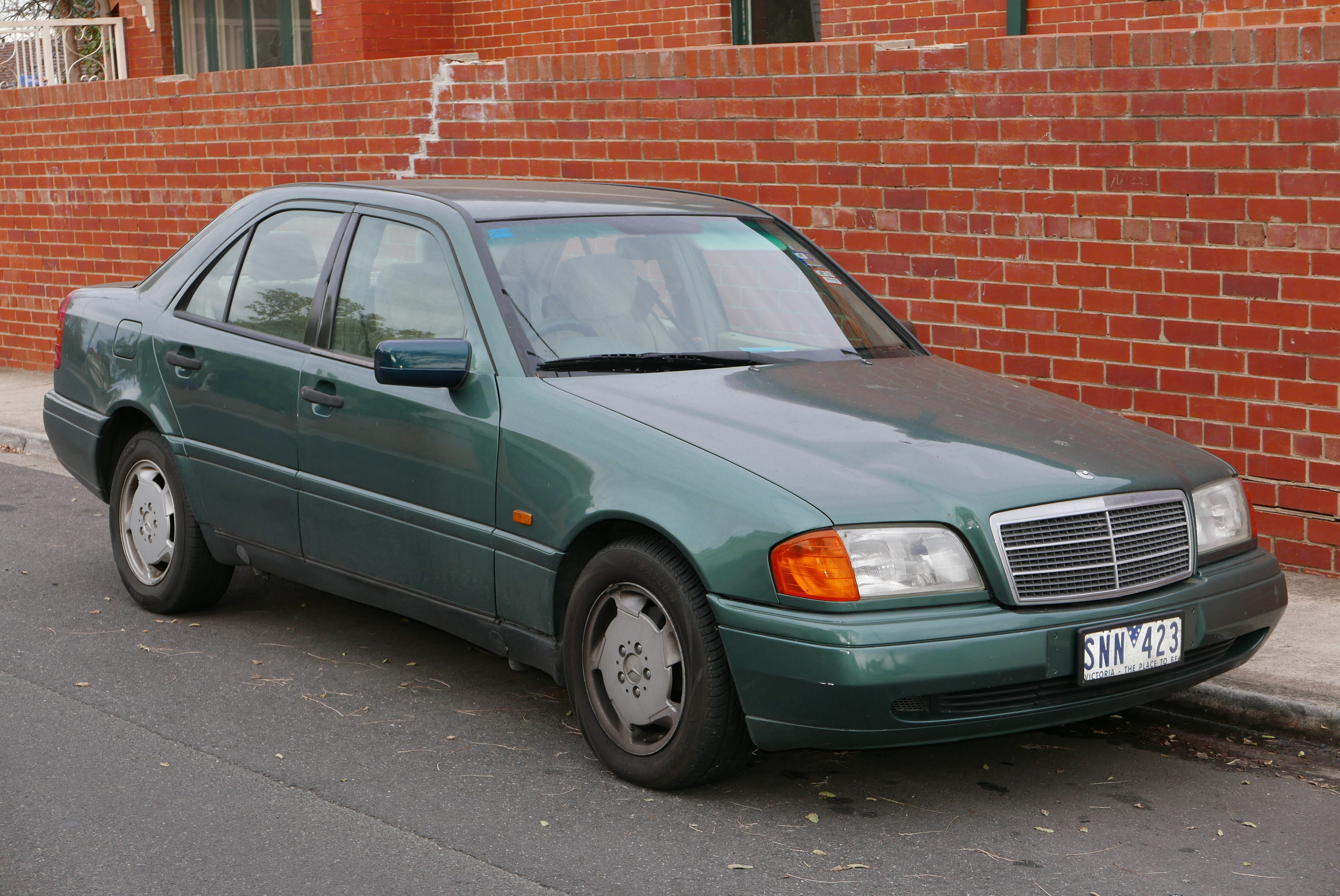
메르세데스-벤츠 C 클래스 세단(전기형) 정측면

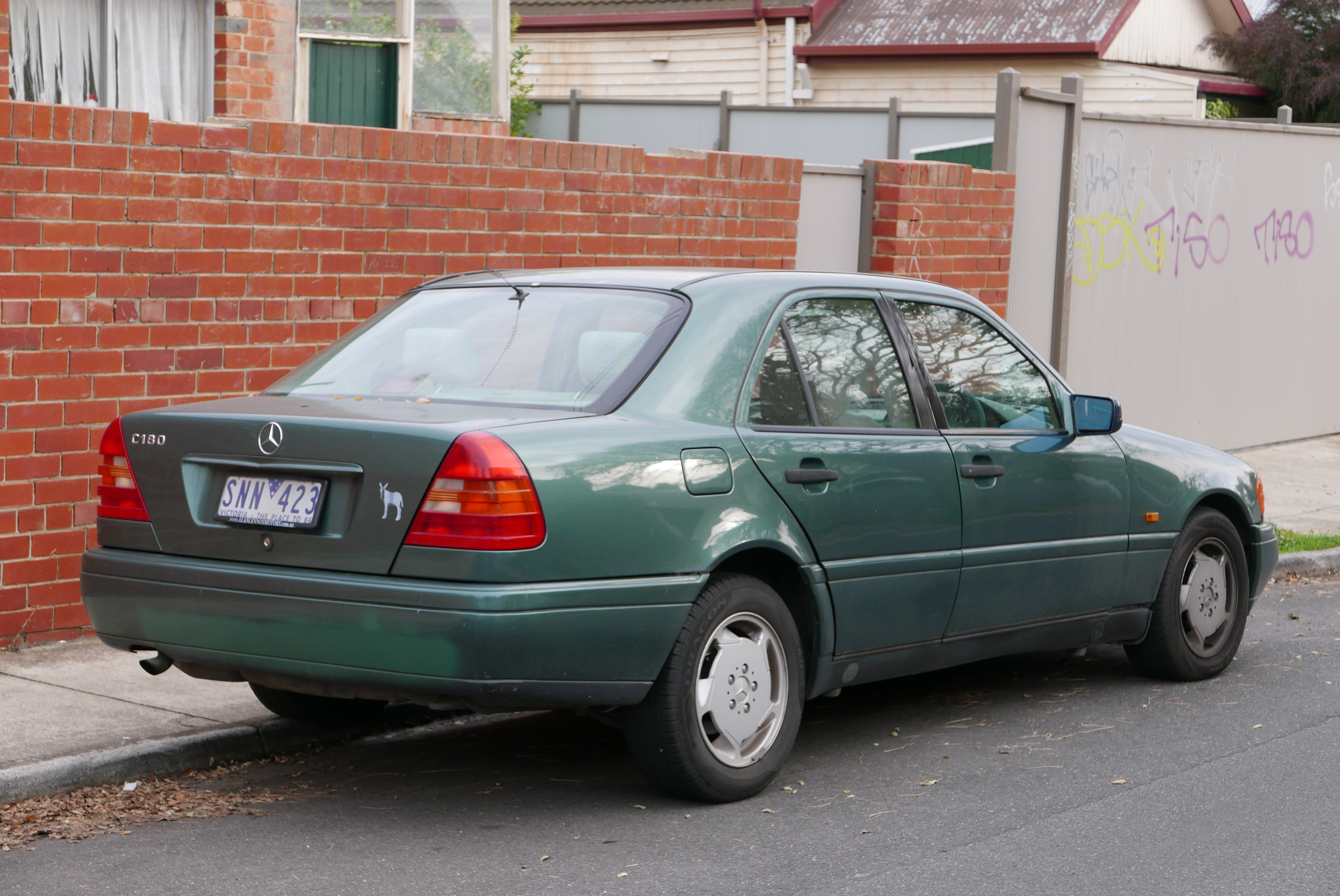
메르세데스-벤츠 C 클래스 세단(전기형) 후측면

1993년에 출시되었다. 1990년대에 들어서 메르세데스-벤츠는 차명을 클래스에 따라 분류하게 되었는데 C 클래스는 BMW 3 시리즈의 경쟁 차종으로 선보였다. W202는 세단, S202는 스테이션 왜건형의 코드 네임이다. 유럽에서는 클래식, 엘레강스, 에스프리, 스포츠 등 4종의 그레이드를 준비해 오너의 기호에 따라 그레이드를 선택할 수 있었다. 1996년에는 소폭의 페이스 리프트를 거쳐 스테이션 왜건인 콤비가 추가되었다.

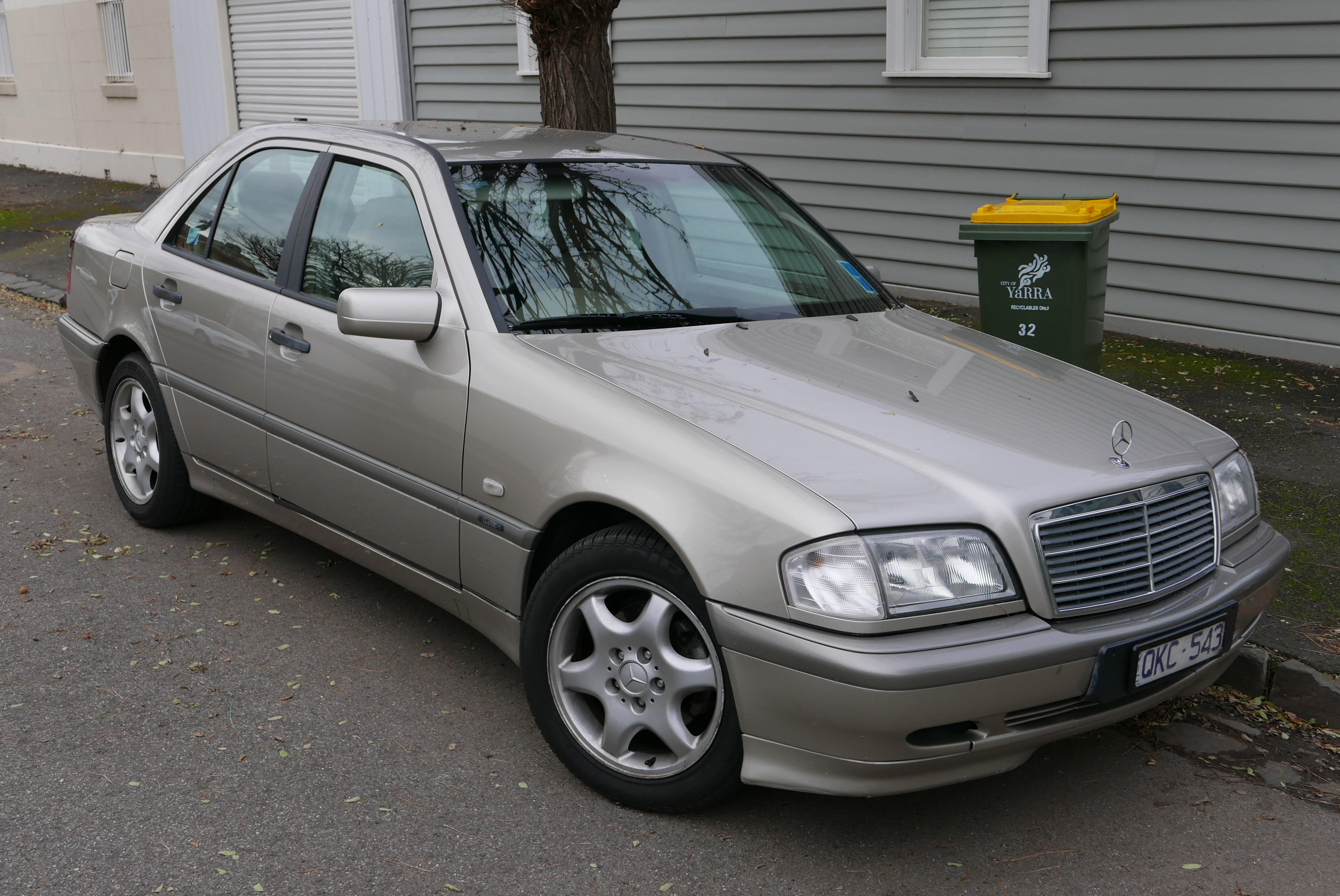
메르세데스-벤츠 C 클래스 세단(후기형) 정측면
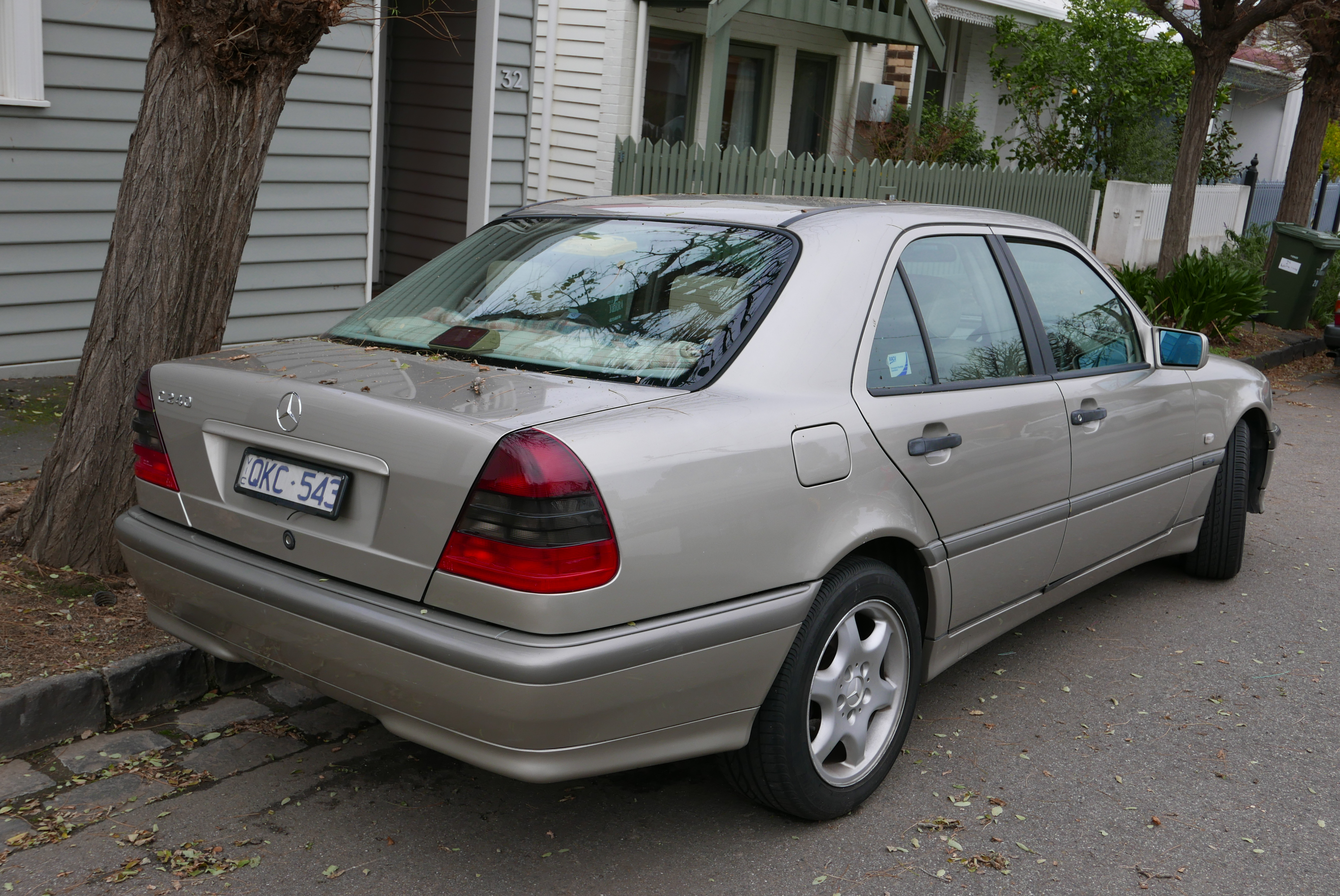
메르세데스-벤츠 C 클래스 세단(후기형) 후측면
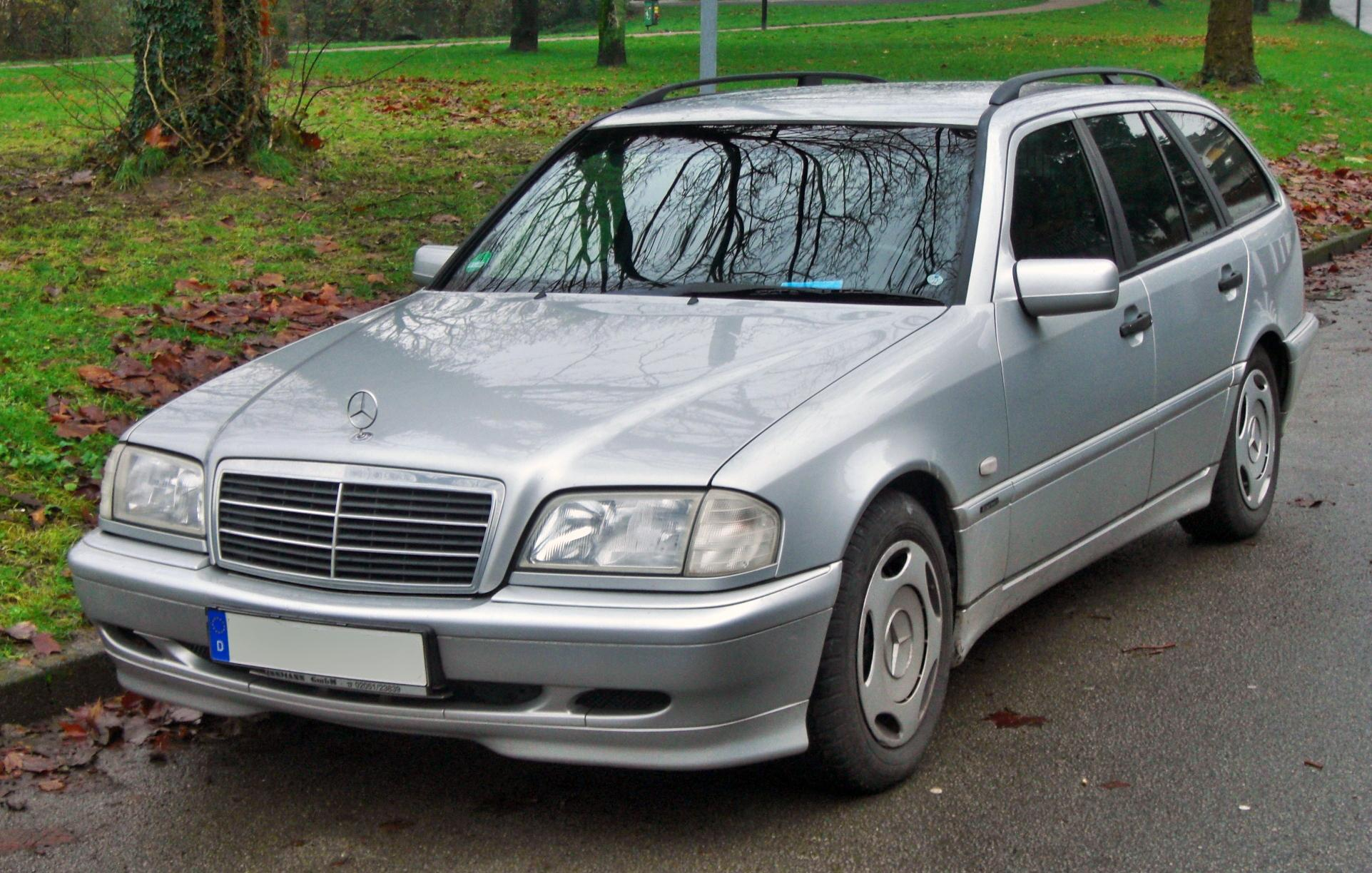
메르세데스-벤츠 C 클래스 콤비 정측면
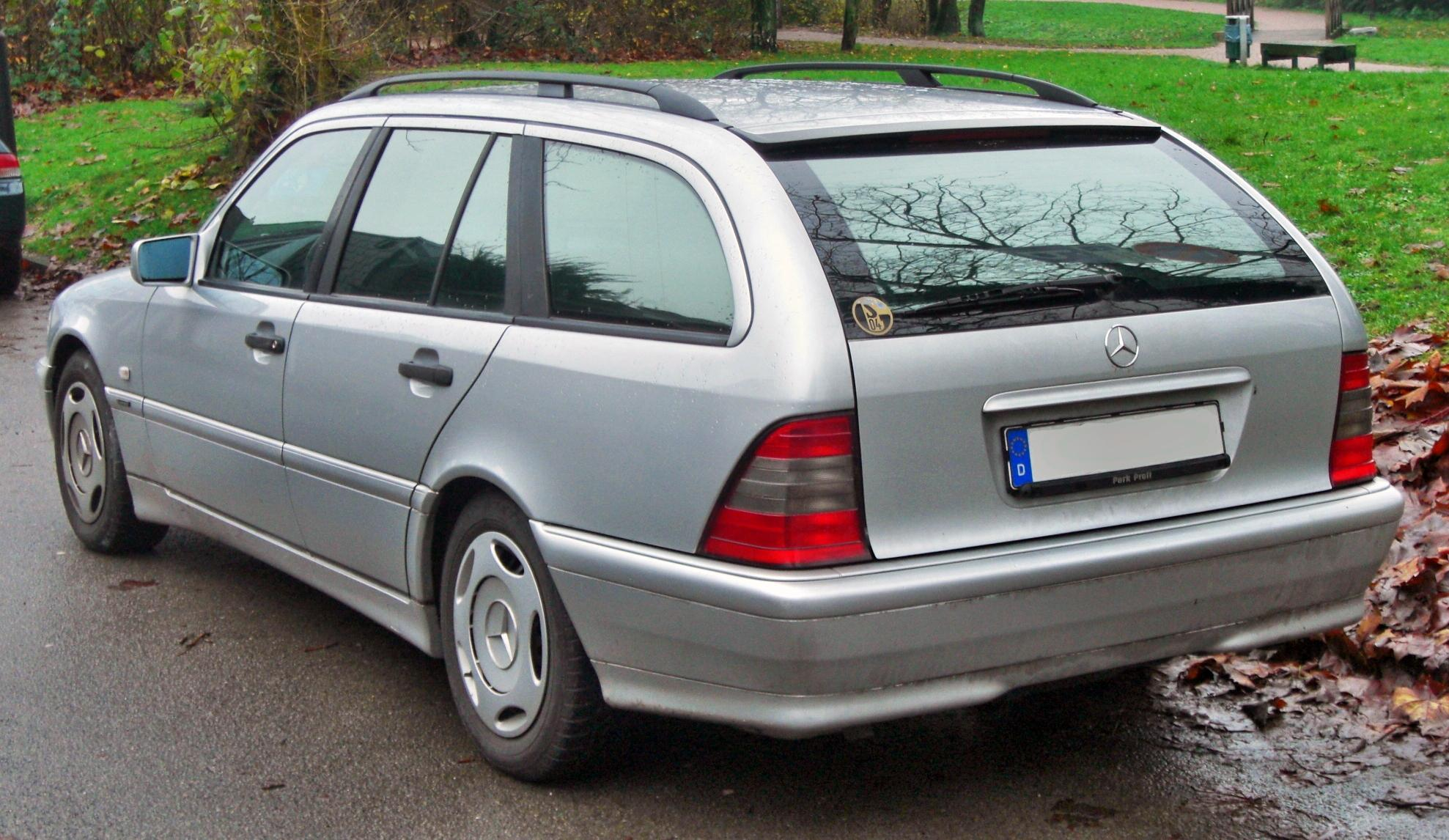
메르세데스-벤츠 C 클래스 콤비 후측면

## 3세대(W203/S203/CL203)

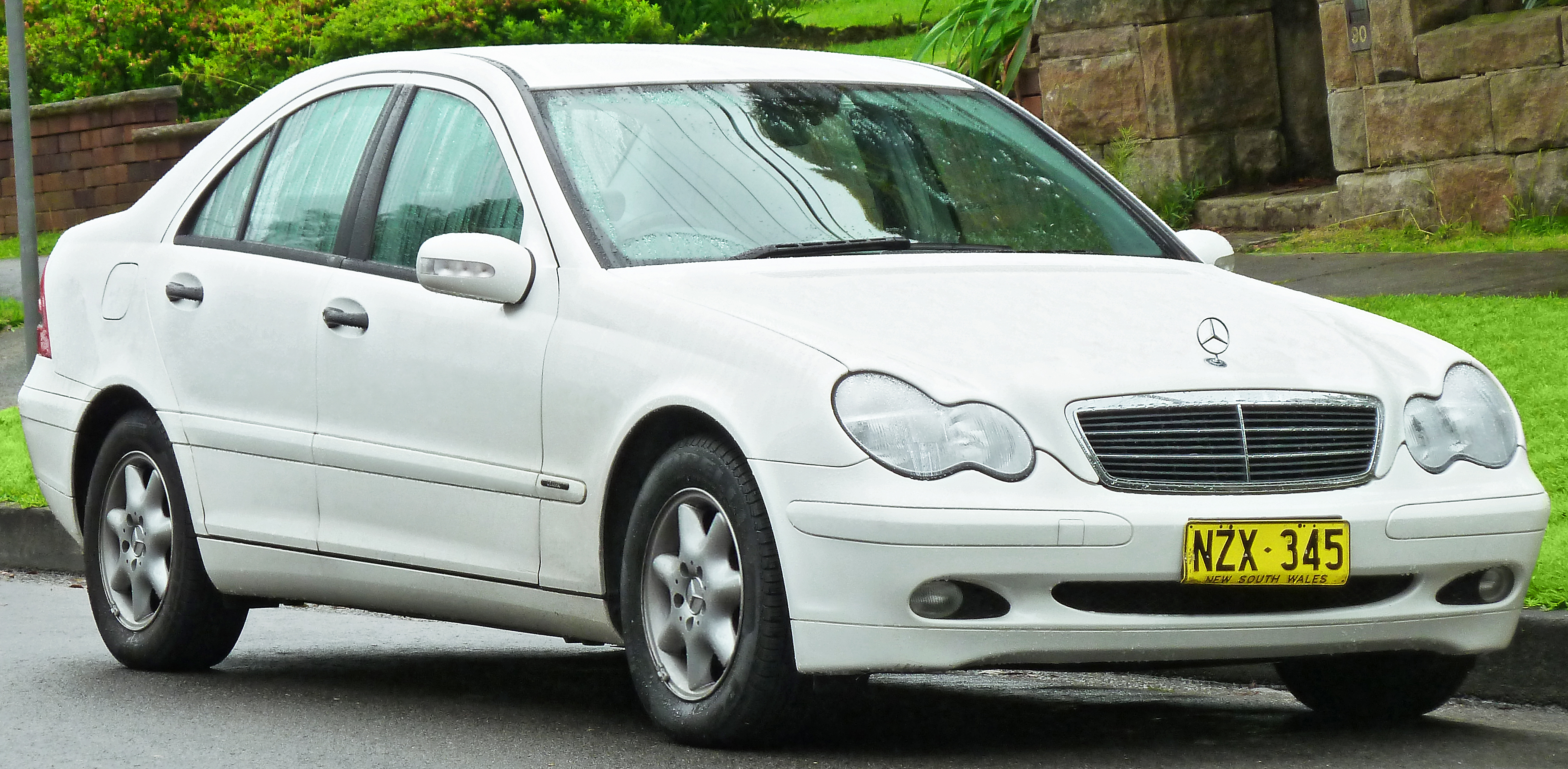
메르세데스-벤츠 C 클래스 세단(전기형) 정측면

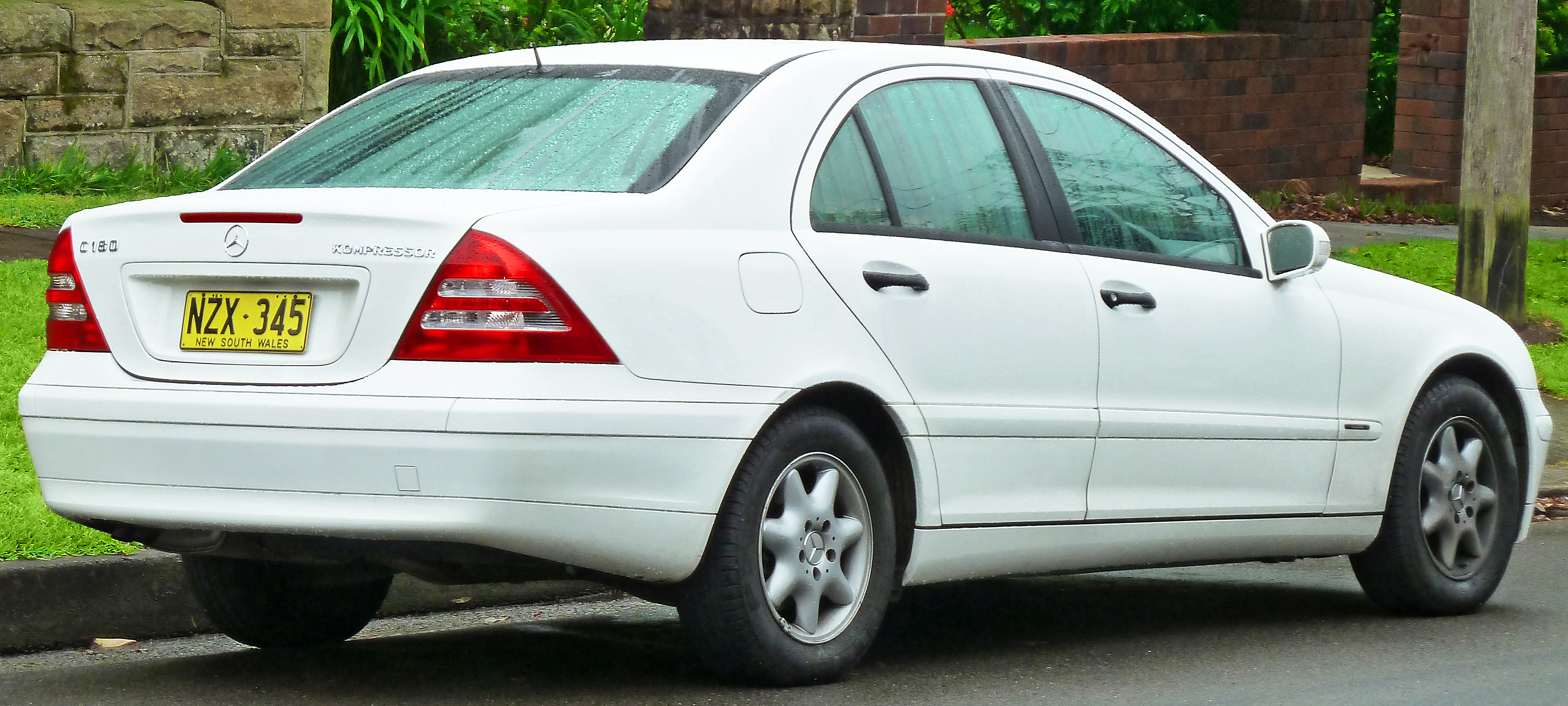
메르세데스-벤츠 C 클래스 세단(전기형) 후측면

2000년에 선보였다. W203는 세단, S203는 스테이션 왜건, CL203는 스포츠 쿠페의 코드 네임이다. 스테이션 왜건은 콤비라는 이름 대신 에스테이트라는 이름으로 변경되었다. BMW 3 시리즈 컴팩트(이후 1 시리즈로 독립)에 대항하기 위해 1세대에 없던 해치백 타입의 스포츠 쿠페도 라인업에 추가되었으나 높은 판매량을 기록하지는 못했다. 메르세데스-벤츠의 트림명에서는 보통 알파벳 다음의 2자리 수가 배기량을 나타내고 있었지만, 그 법칙이 끊어진 것은 2세대 C 클래스부터였다. 예를 들면 C180의 배기량은 1.8L가 아닌 2.0L이며, C240의 배기량은 2.4L가 아닌 2.6L이다. C230은 M272형 204마력 V6 2.5L DOHC 가솔린 엔진이 장착되었고, 3세대의 C250에서도 이 엔진을 그대로 쓴다. 2004년에 페이스 리프트를 거쳤다.

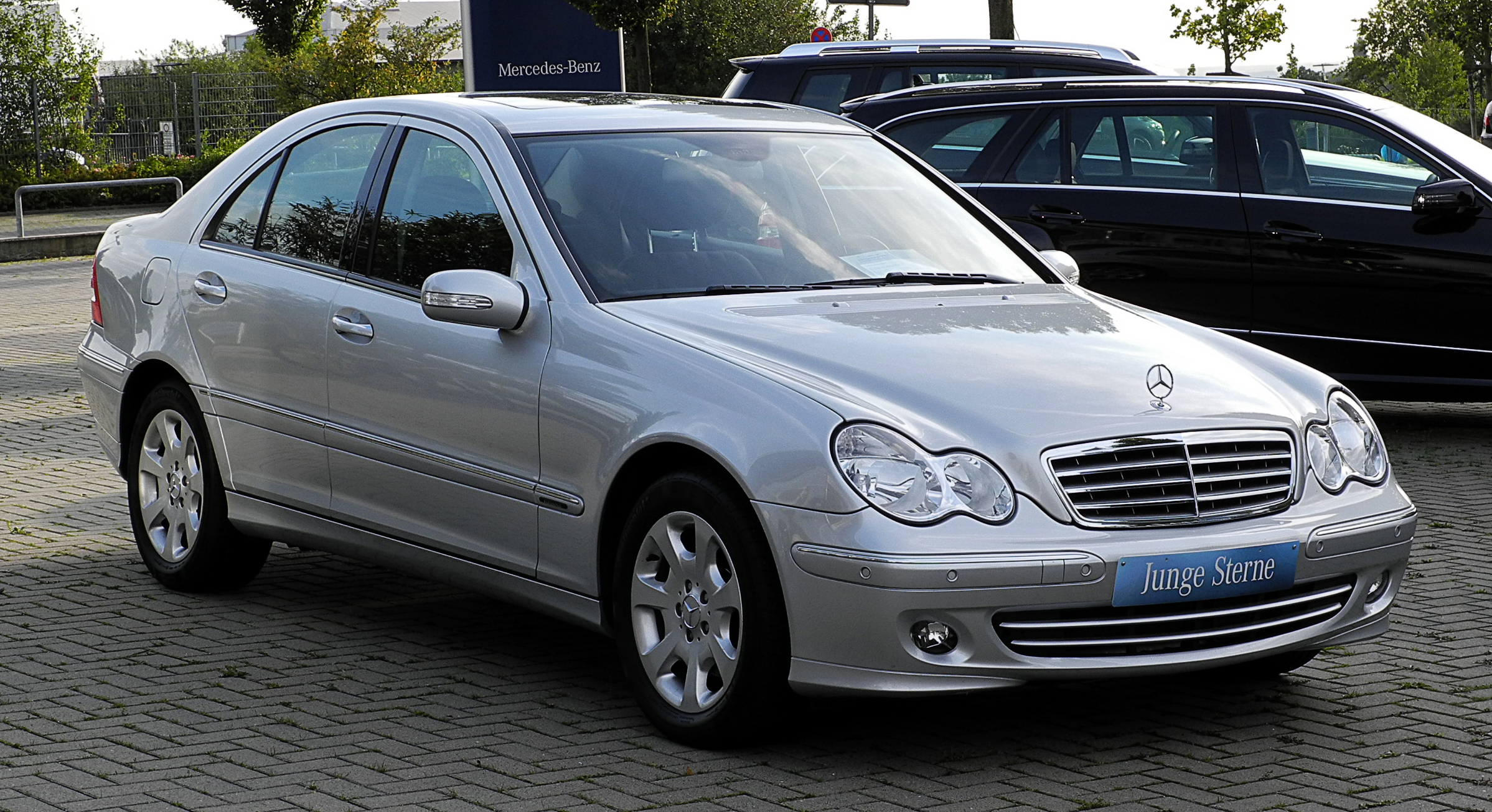
메르세데스-벤츠 C 클래스 세단(후기형) 정측면
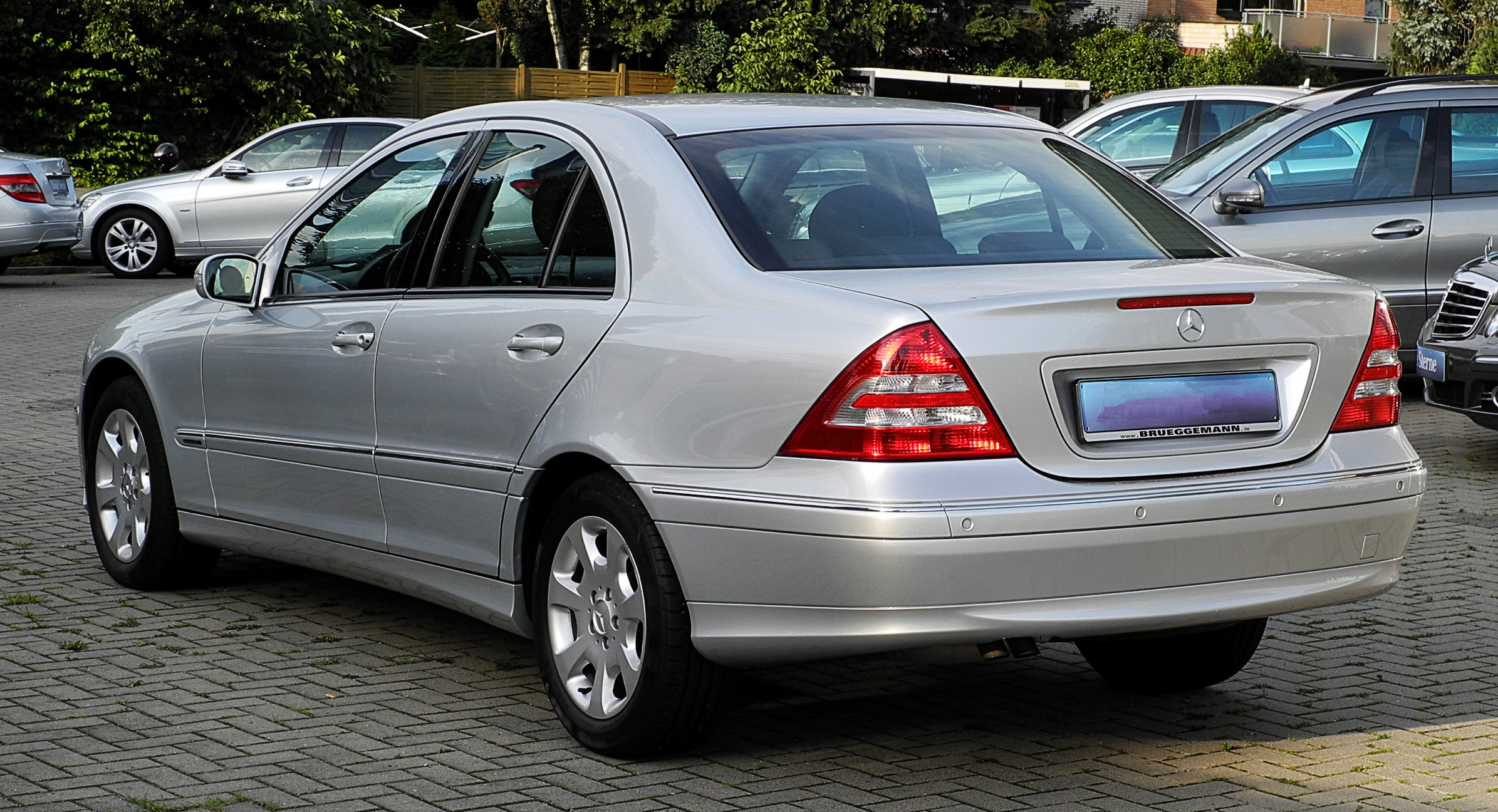
메르세데스-벤츠 C 클래스 세단(후기형) 후측면
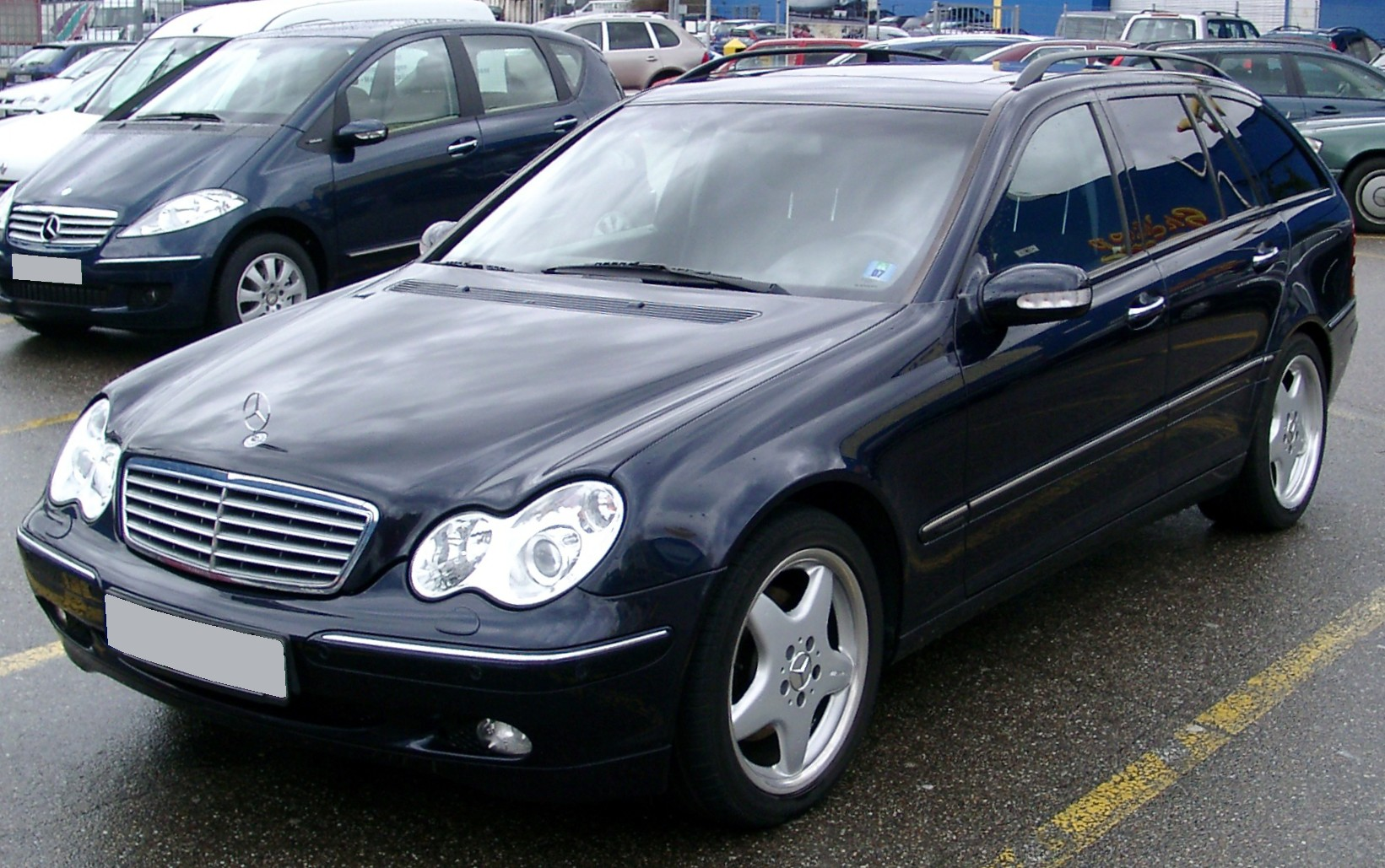
메르세데스-벤츠 C 클래스 에스테이트(전기형) 정측면
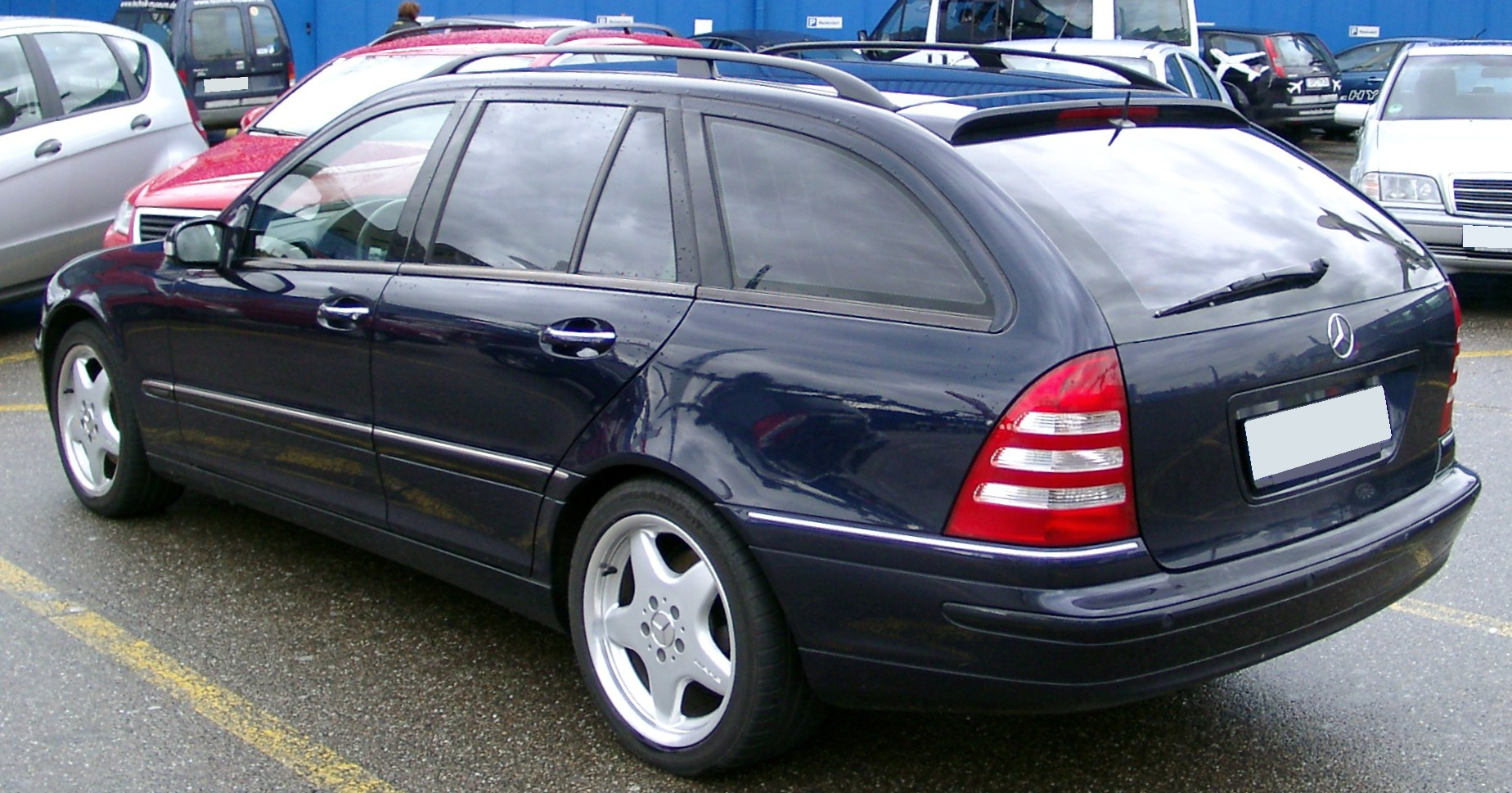
메르세데스-벤츠 C 클래스 에스테이트(전기형) 후측면
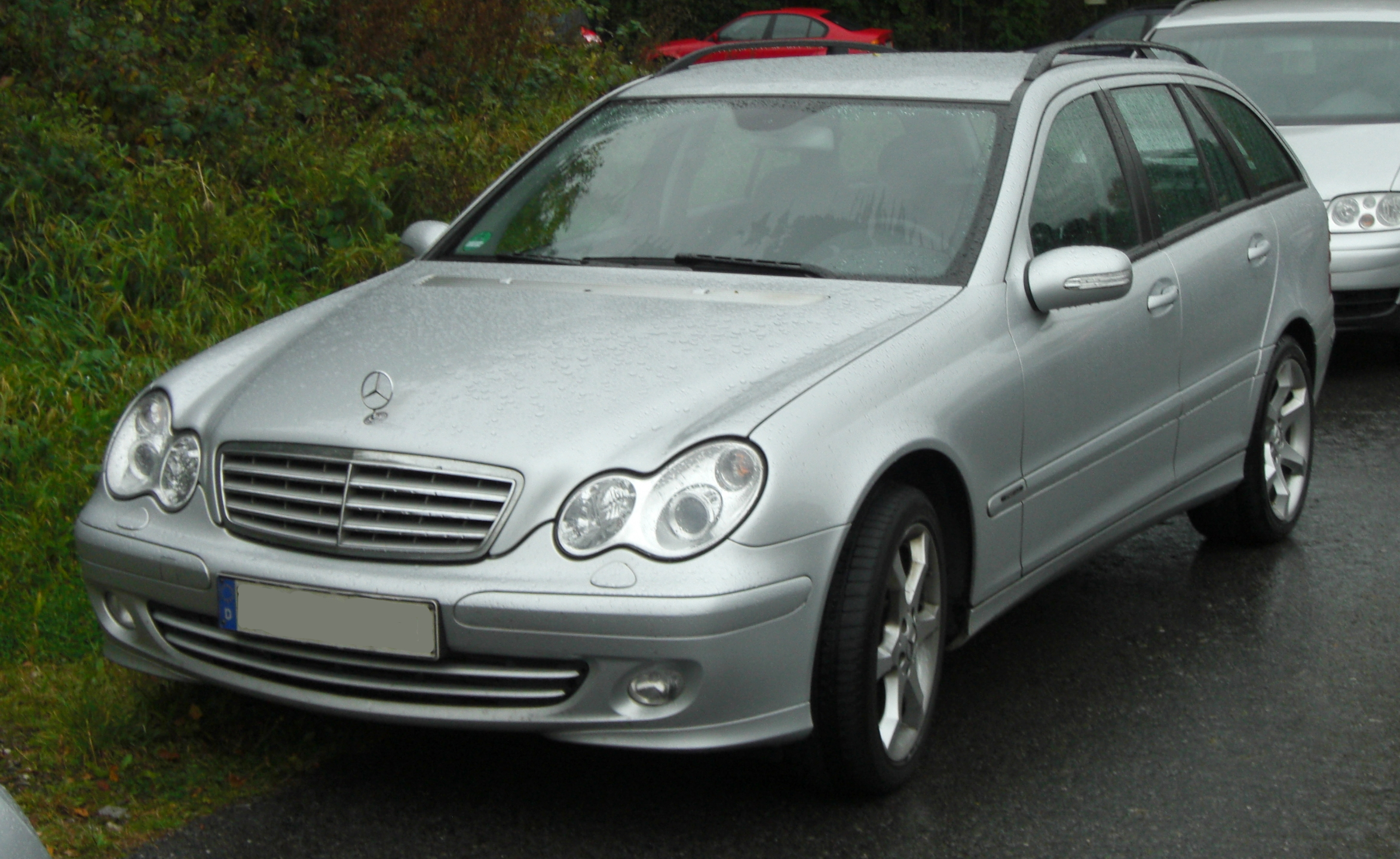
메르세데스-벤츠 C 클래스 에스테이트(후기형) 정측면
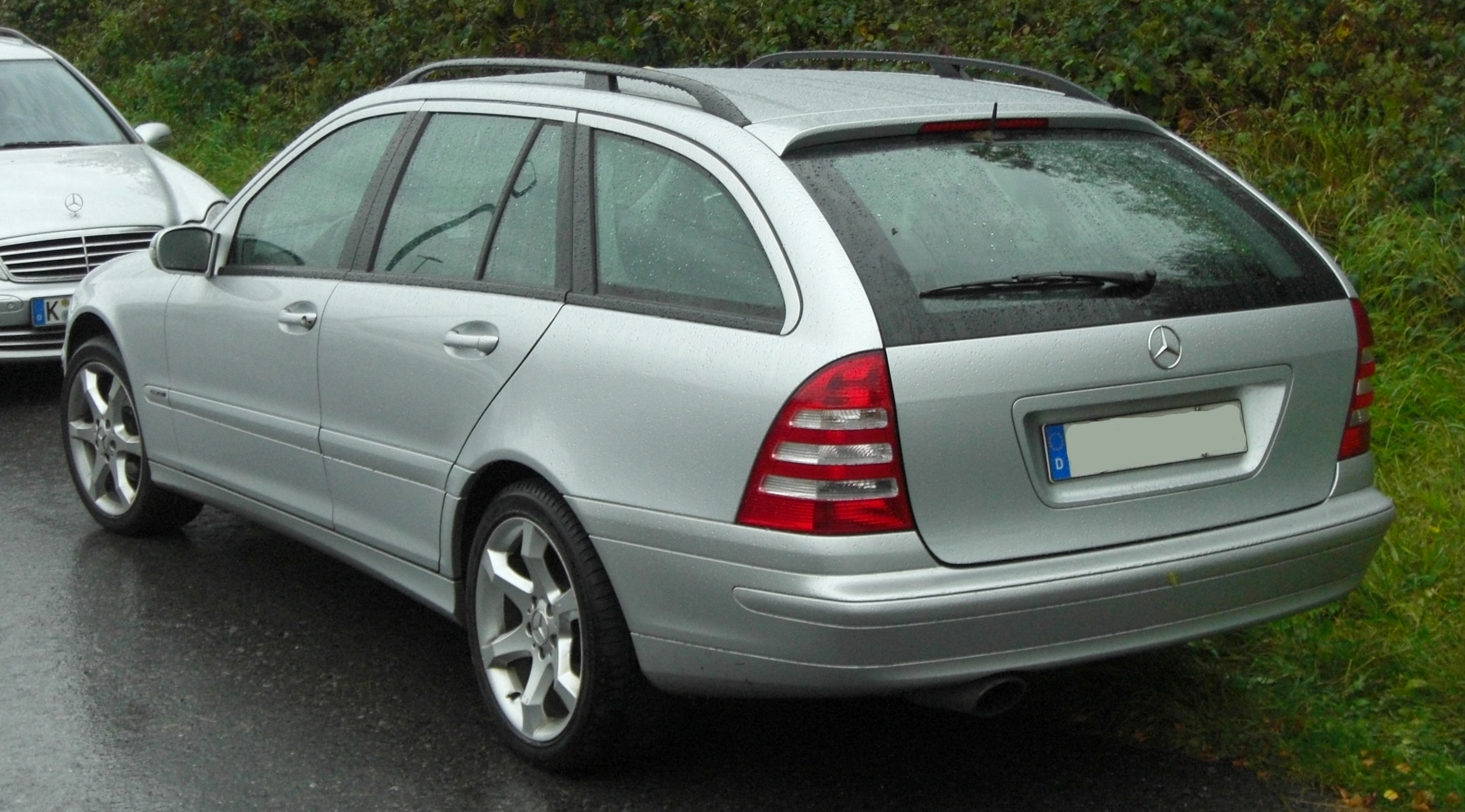
메르세데스-벤츠 C 클래스 에스테이트(후기형) 후측면
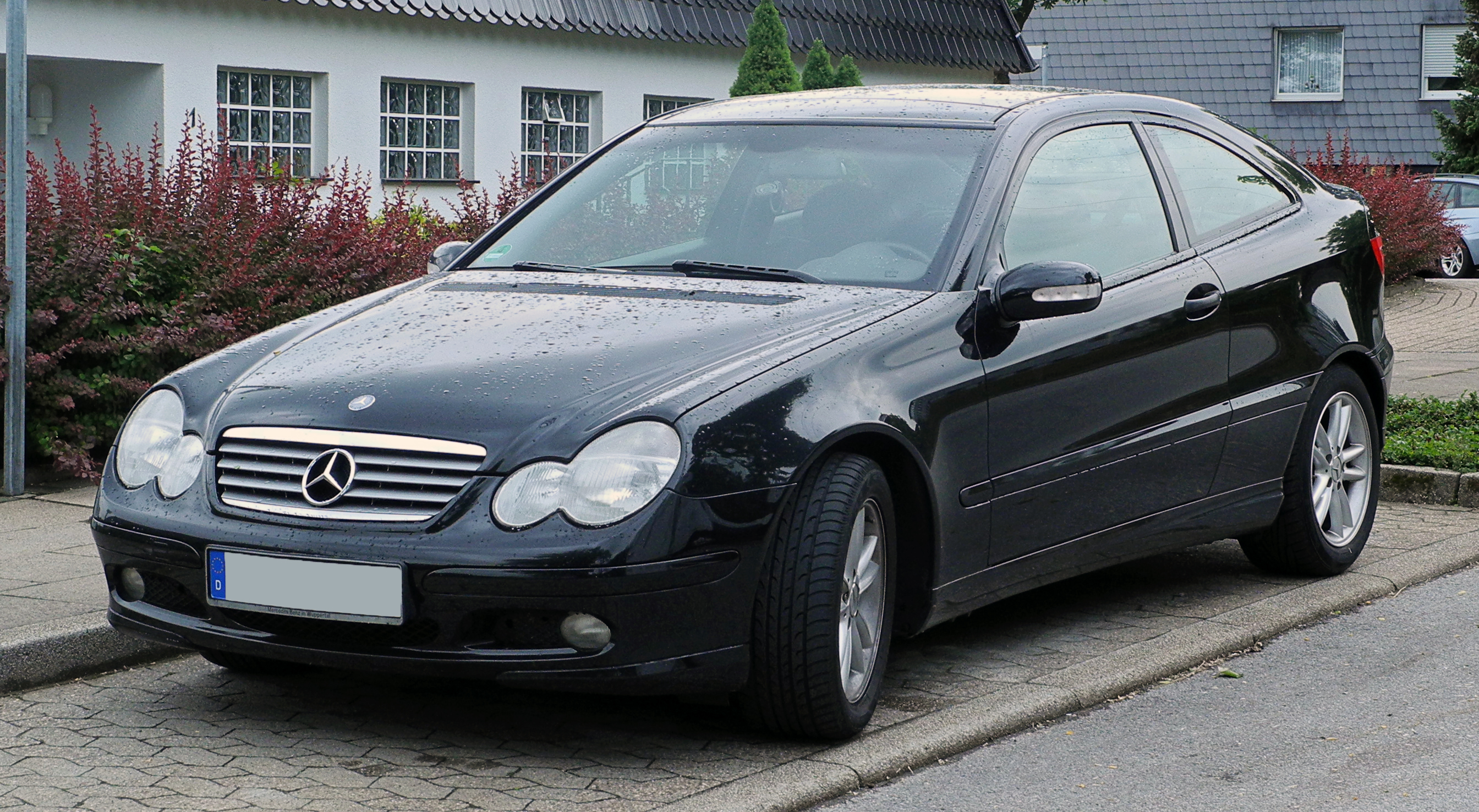
메르세데스-벤츠 C 클래스 스포츠 쿠페(전기형) 정측면
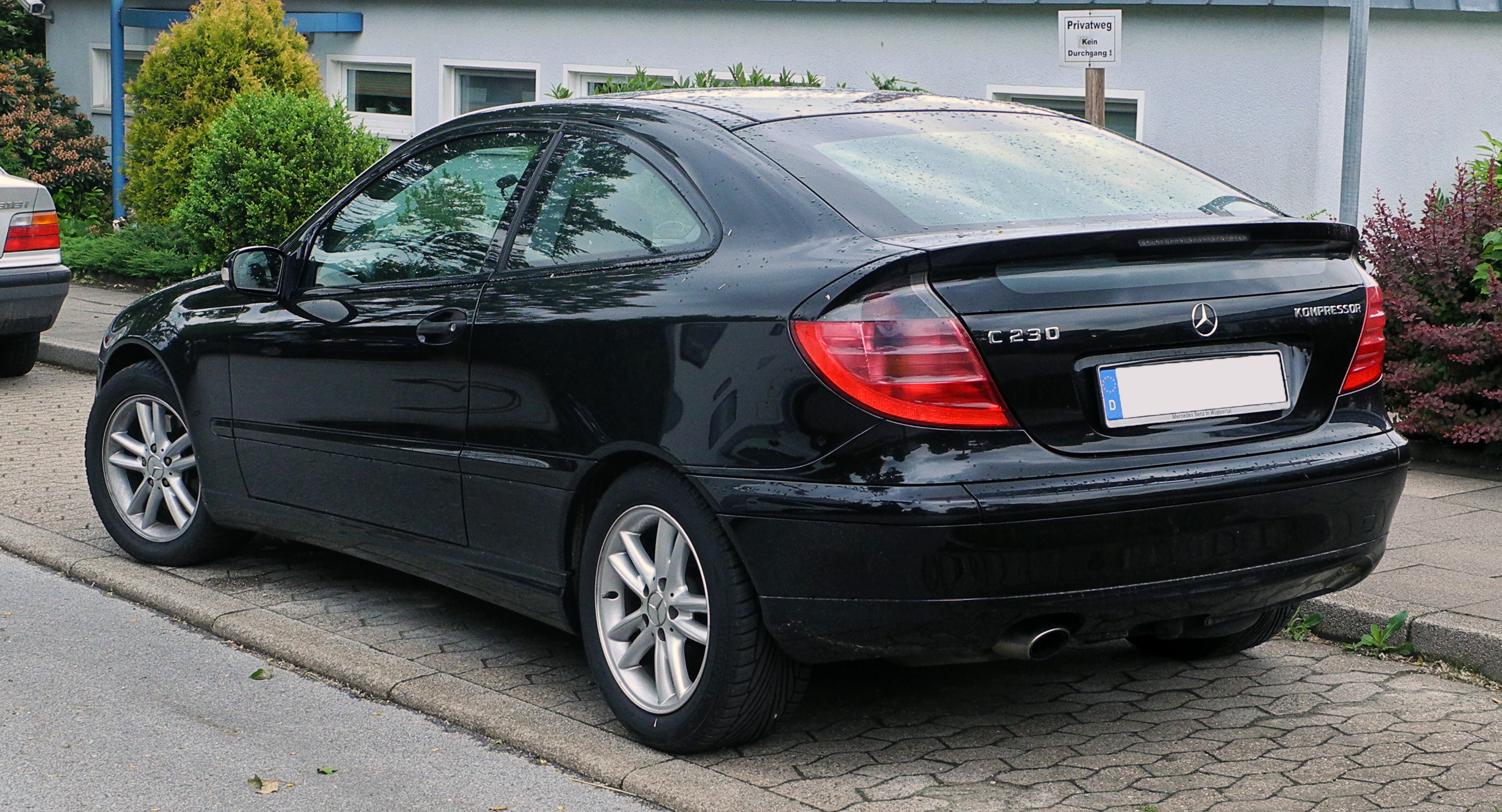
메르세데스-벤츠 C 클래스 스포츠 쿠페(전기형) 후측면
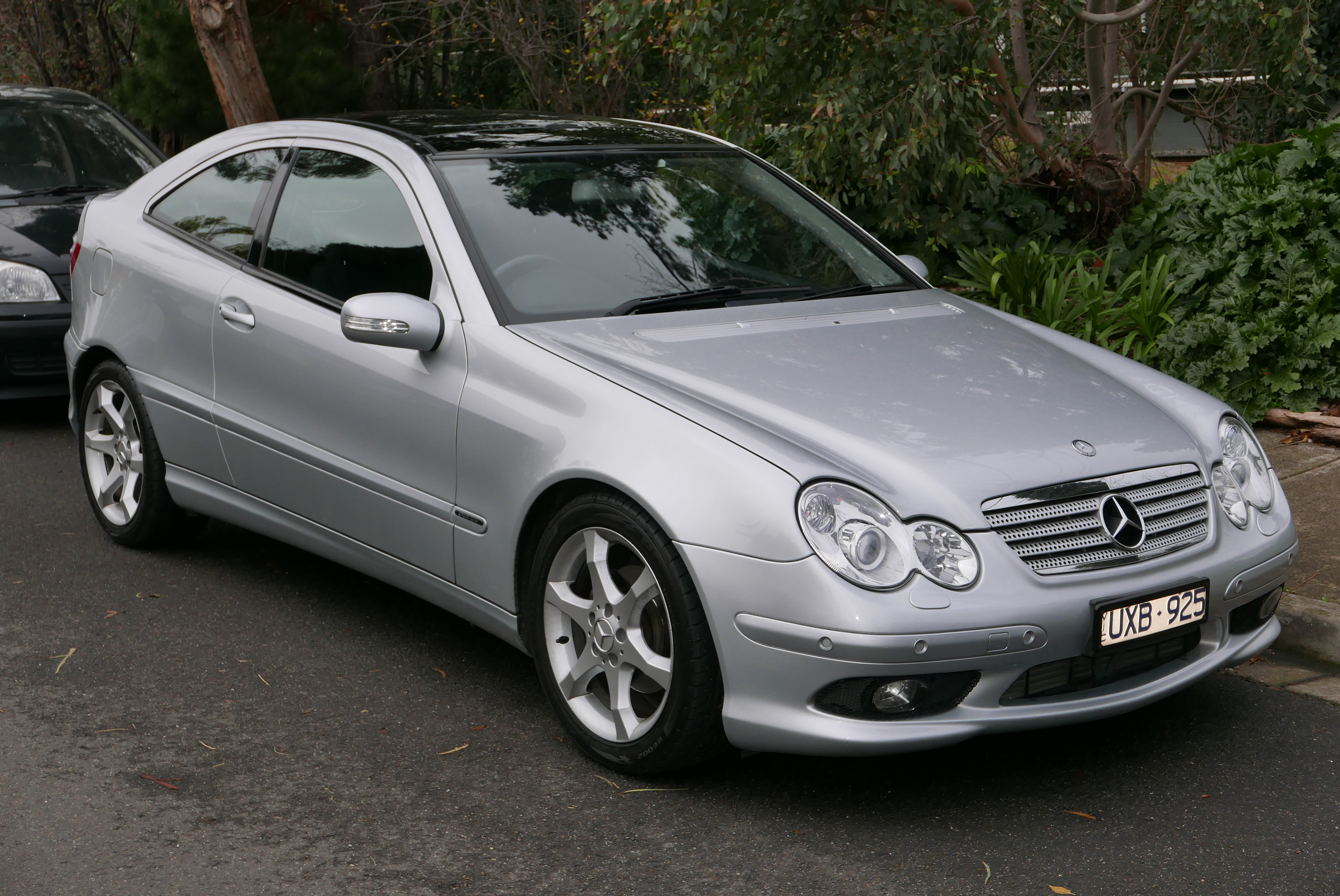
메르세데스-벤츠 C 클래스 스포츠 쿠페(후기형) 정측면
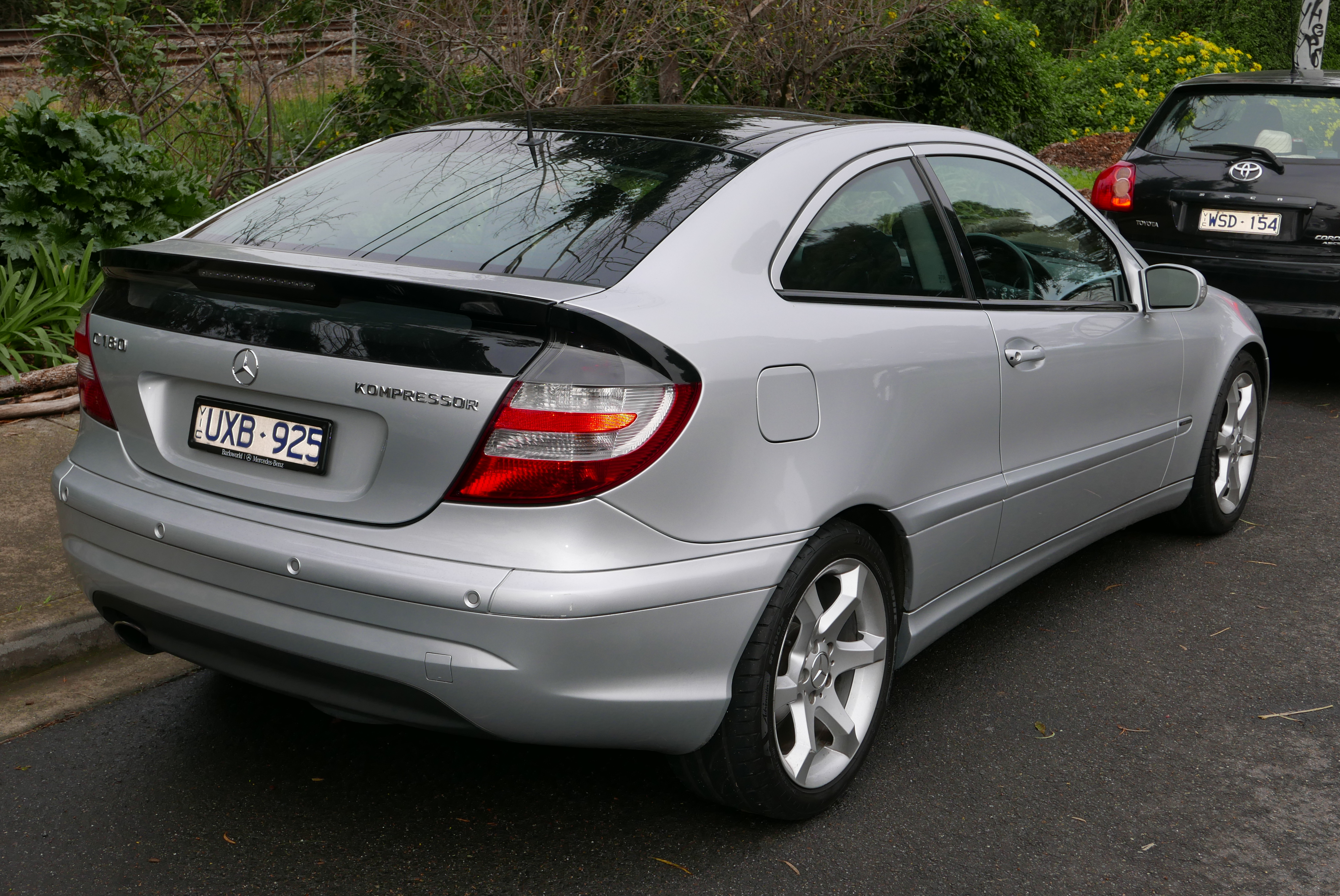
메르세데스-벤츠 C 클래스 스포츠 쿠페(후기형) 후측면

## 4세대(W204/S204/C204)

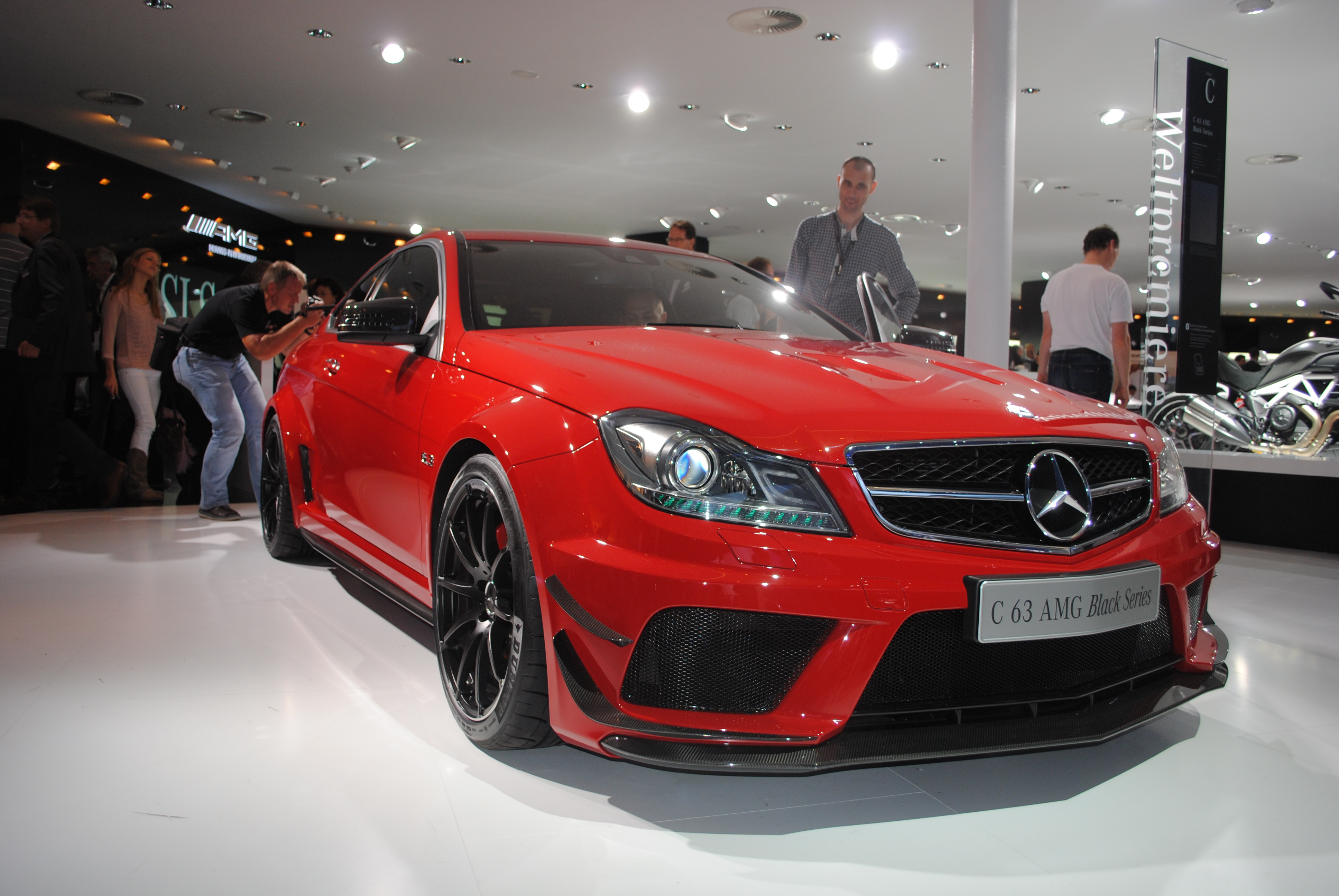
메르세데스-벤츠 C 63 amg black edition 정측면

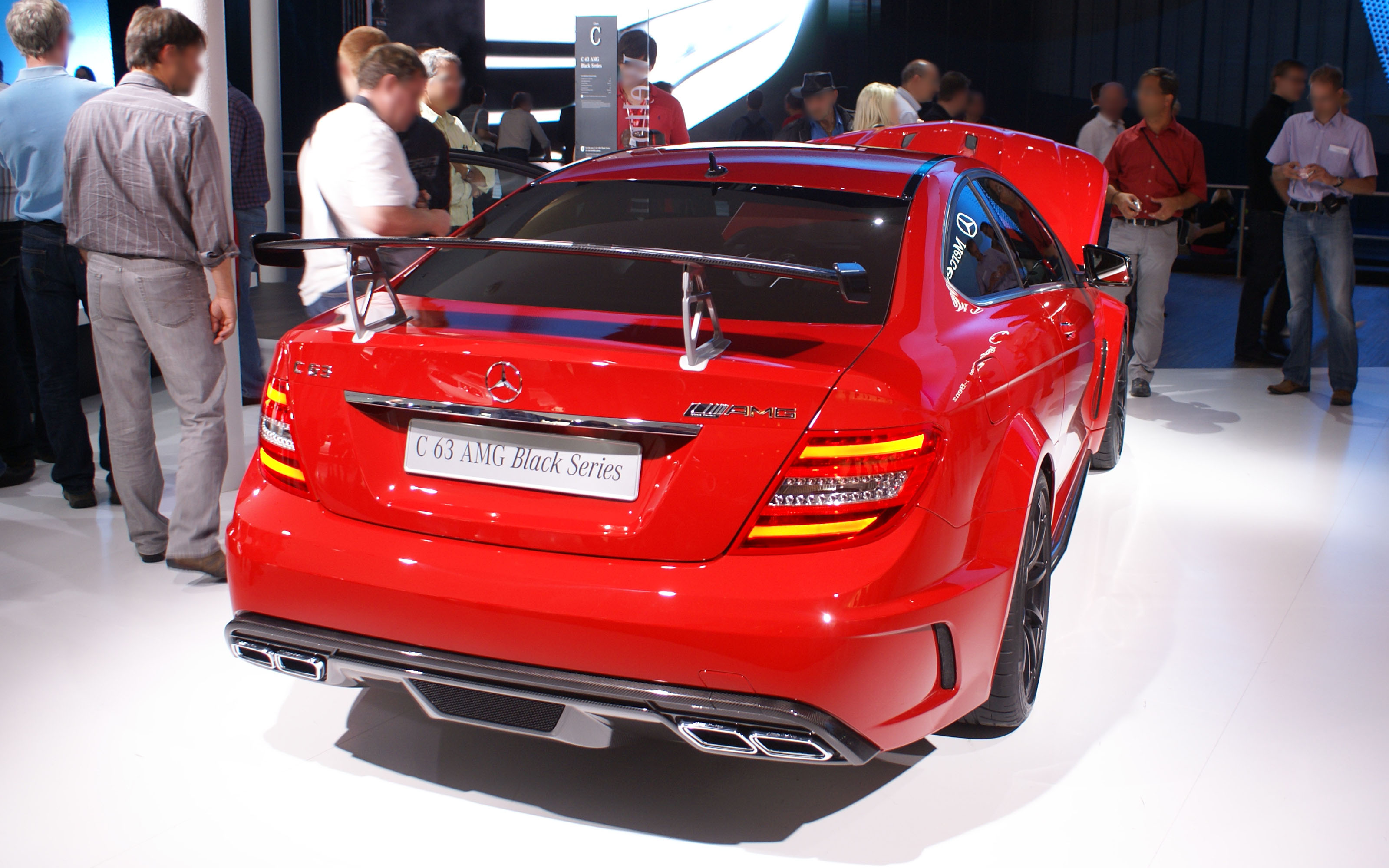
메르세데스-벤츠 C 63 amg black edition후측면

2007년에 선보였다. 그레이드 중 클래식과 엘레강스는 기존 메르세데스-벤츠의 세단처럼 엠블렘이 후드 위에 배치되었으나 아방가르드는 쿠페나 로드스터 등처럼 엠블렘이 라디에이터 그릴 내에 배치되어 역동적인 이미지를 추구했다.  W204는 세단, S204는 스테이션 왜건형, C204는 쿠페의 코드 네임이다. 2세대에 있던 해치백 타입의 스포츠 쿠페는 페이스 리프트를 거쳐 CLC 클래스로 독립해 2011년까지 메르세데스-벤츠의 브라질 현지 공장에서 생산되었다. 2011년에 소폭의 페이스 리프트를 거쳤으며, 쿠페가 추가되었다. 세단은 184마력 1.8L 가솔린 터보 엔진, 170마력 2.1L 커먼레일 디젤 엔진, 그리고 2세대에 이용했던 204마력 V6 2.5L DOHC 가솔린 엔진이 장착된다. 대한민국에서 공식 판매되는 쿠페는 170마력 2.1L 커먼 레일 디젤 엔진이 기본으로 장착되며, C63 AMG에 있었던 457마력 V8 6.3L 가솔린 엔진은 세단에서 삭제된 후 쿠페로 이관됐다. 모든 트림에는 7단 자동변속기가 장착되며, AMG에는 멀티 클러치가 추가된다. 이후 세단 C220 CDI에 4매틱이 추가됐다. 르노에서 메르세데스-벤츠와 전략적 제휴를 맺어 엔진 공동 개발 및 소형 승용차 개발 등의 합작 프로젝트를 선언함에 따라 인피니티 Q50에 C 클래스의 OM651형 직렬 4기통 170마력 2.1L 커먼레일 디젤 엔진을 장착하게 됐다.

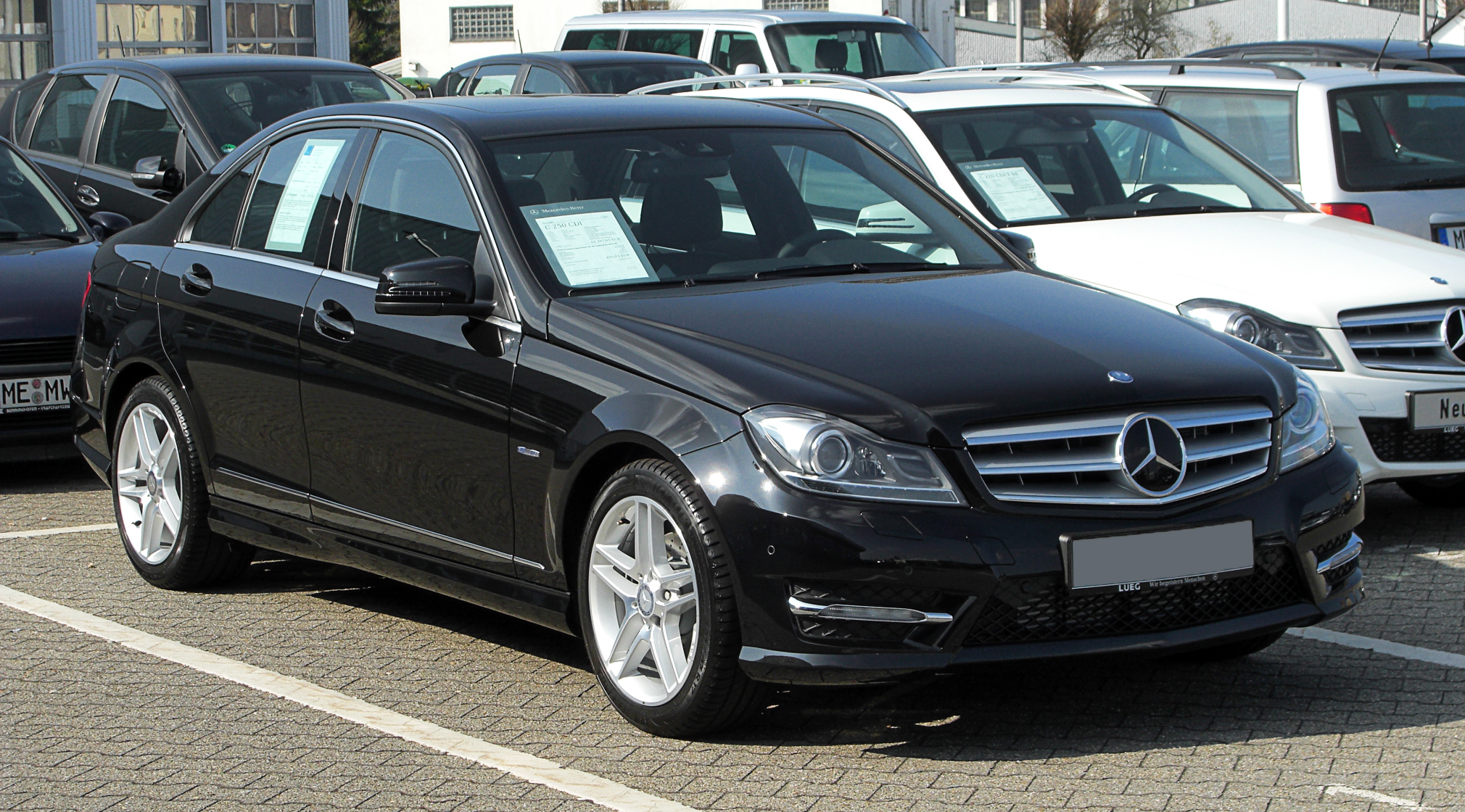
메르세데스-벤츠 C 클래스 세단(후기형) 정측면
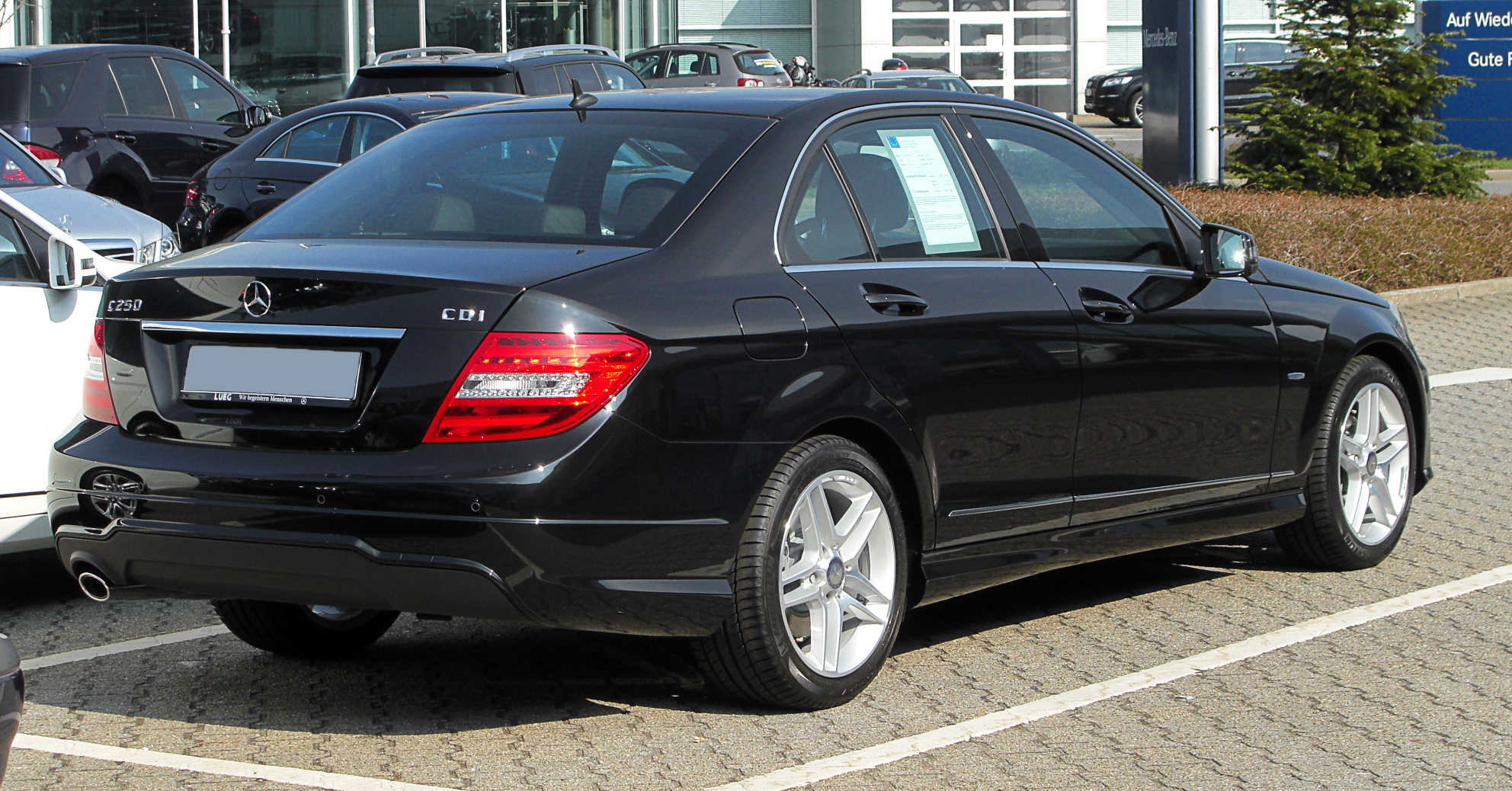
메르세데스-벤츠 C 클래스 세단(후기형) 후측면
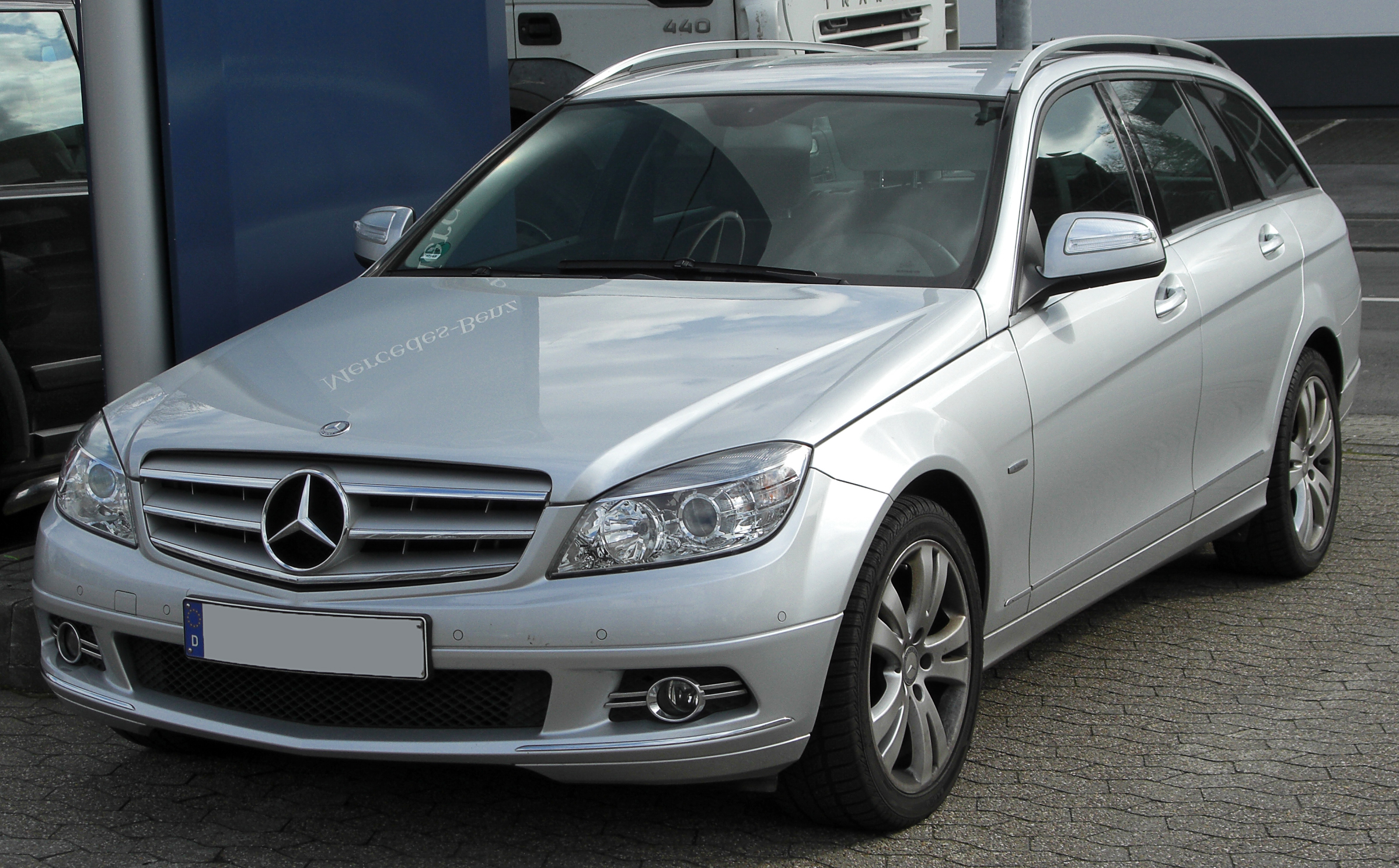
메르세데스-벤츠 C 클래스 에스테이트(전기형) 정측면
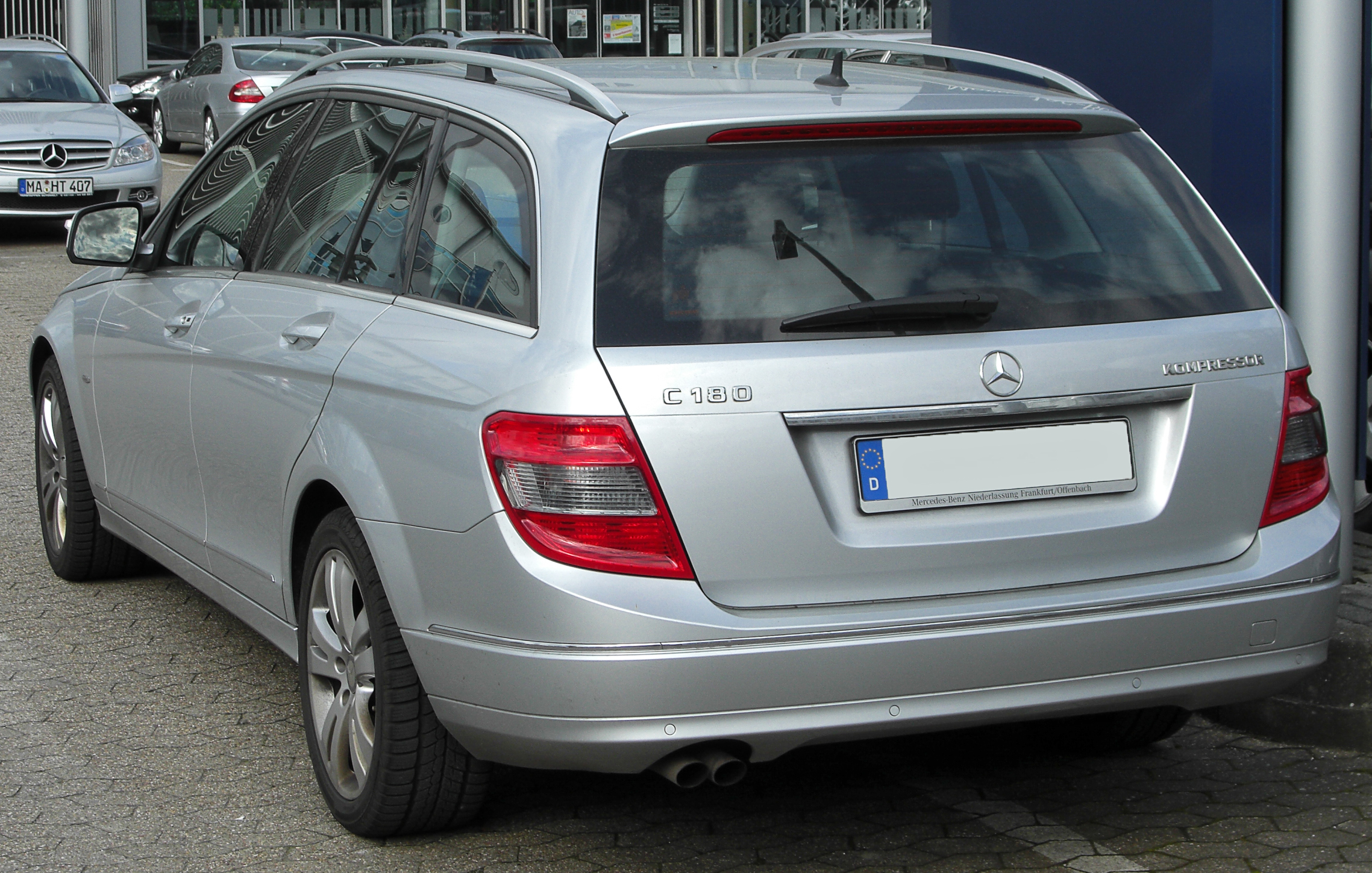
메르세데스-벤츠 C 클래스 에스테이트(전기형) 후측면
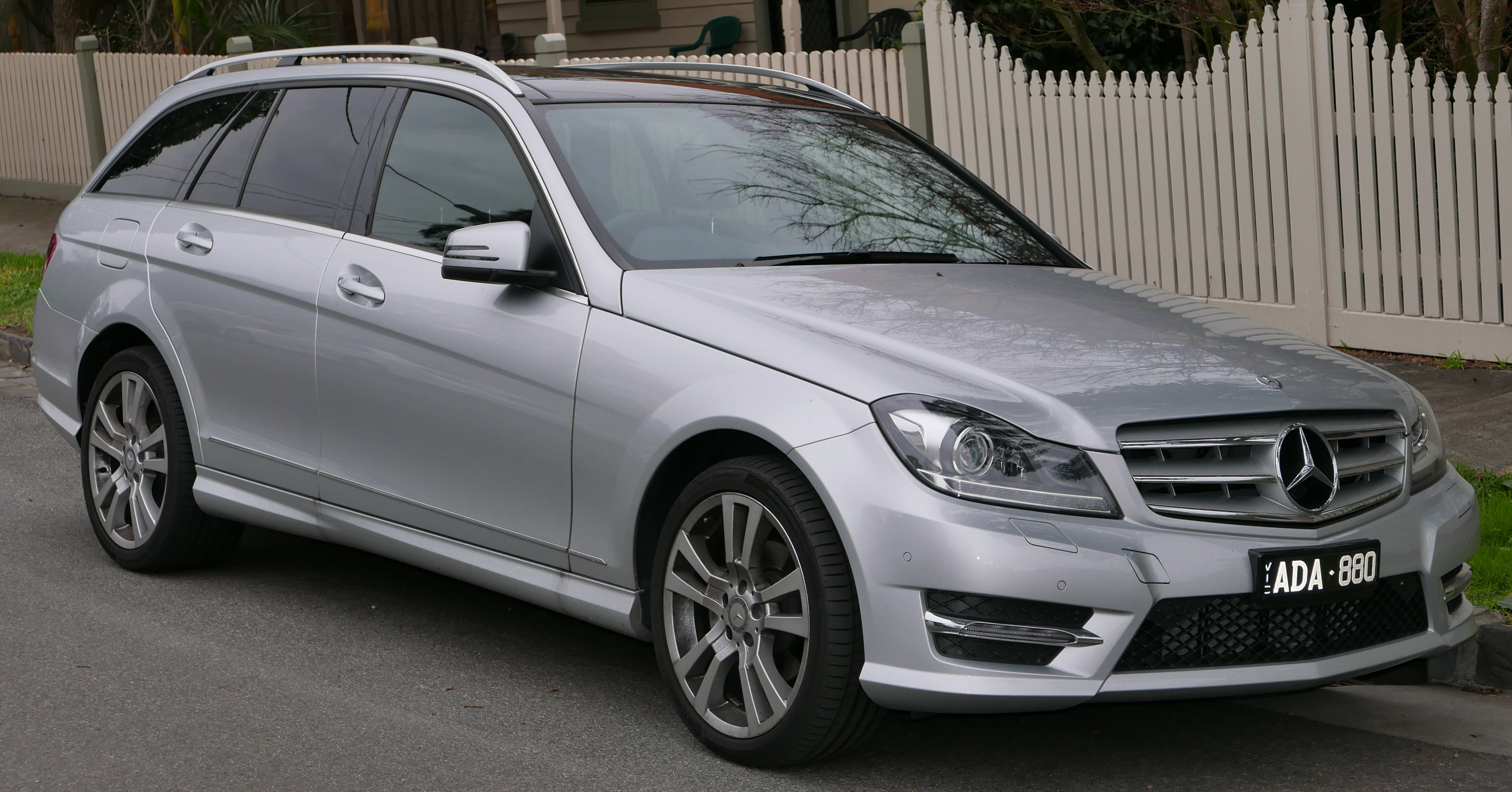
메르세데스-벤츠 C 클래스 에스테이트(후기형) 정측면
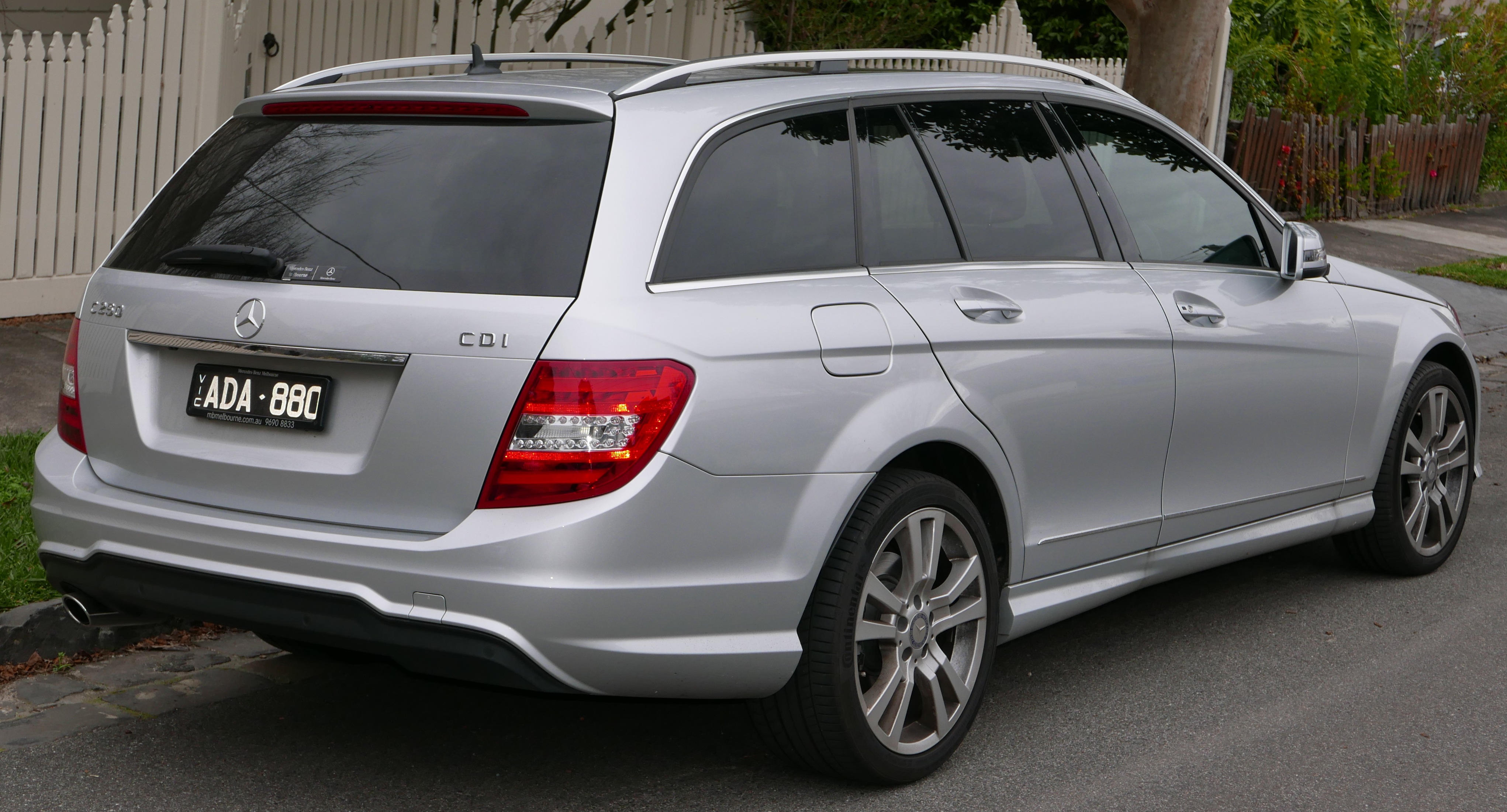
메르세데스-벤츠 C 클래스 에스테이트(후기형) 후측면
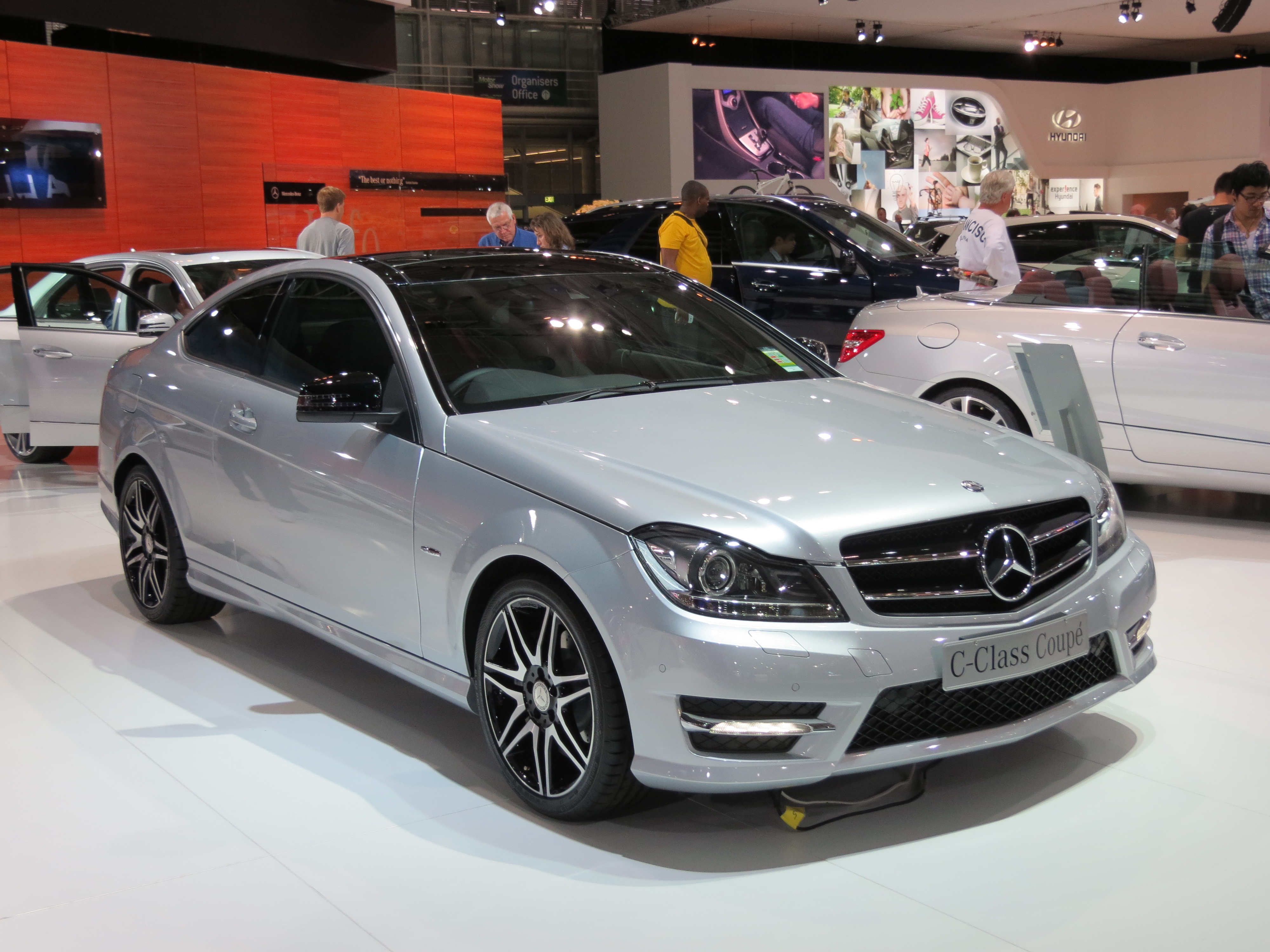
메르세데스-벤츠 C 클래스 쿠페 정측면
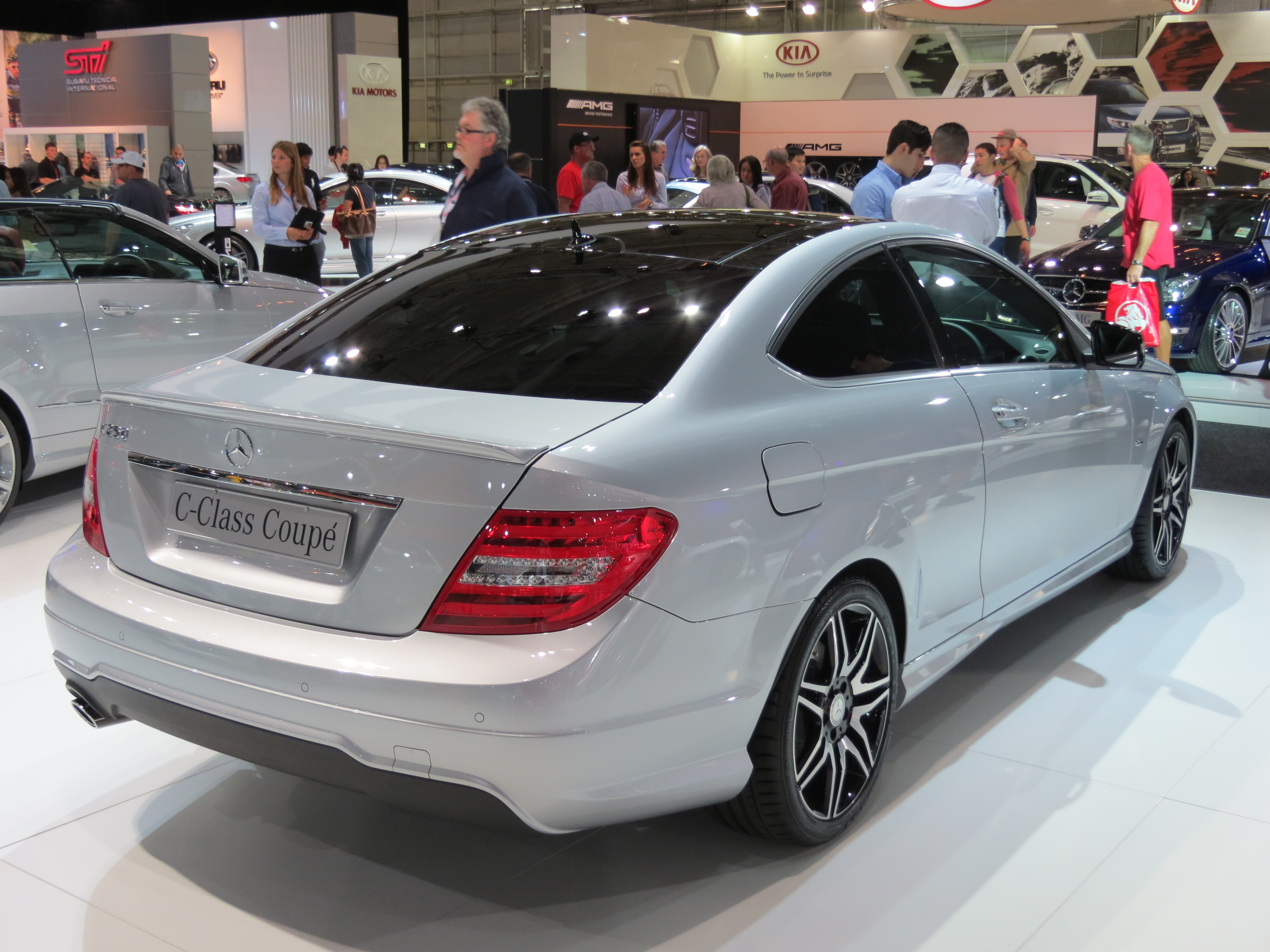
메르세데스-벤츠 C 클래스 쿠페 후측면

## 5세대(W205/V205/S205/C205/A205)

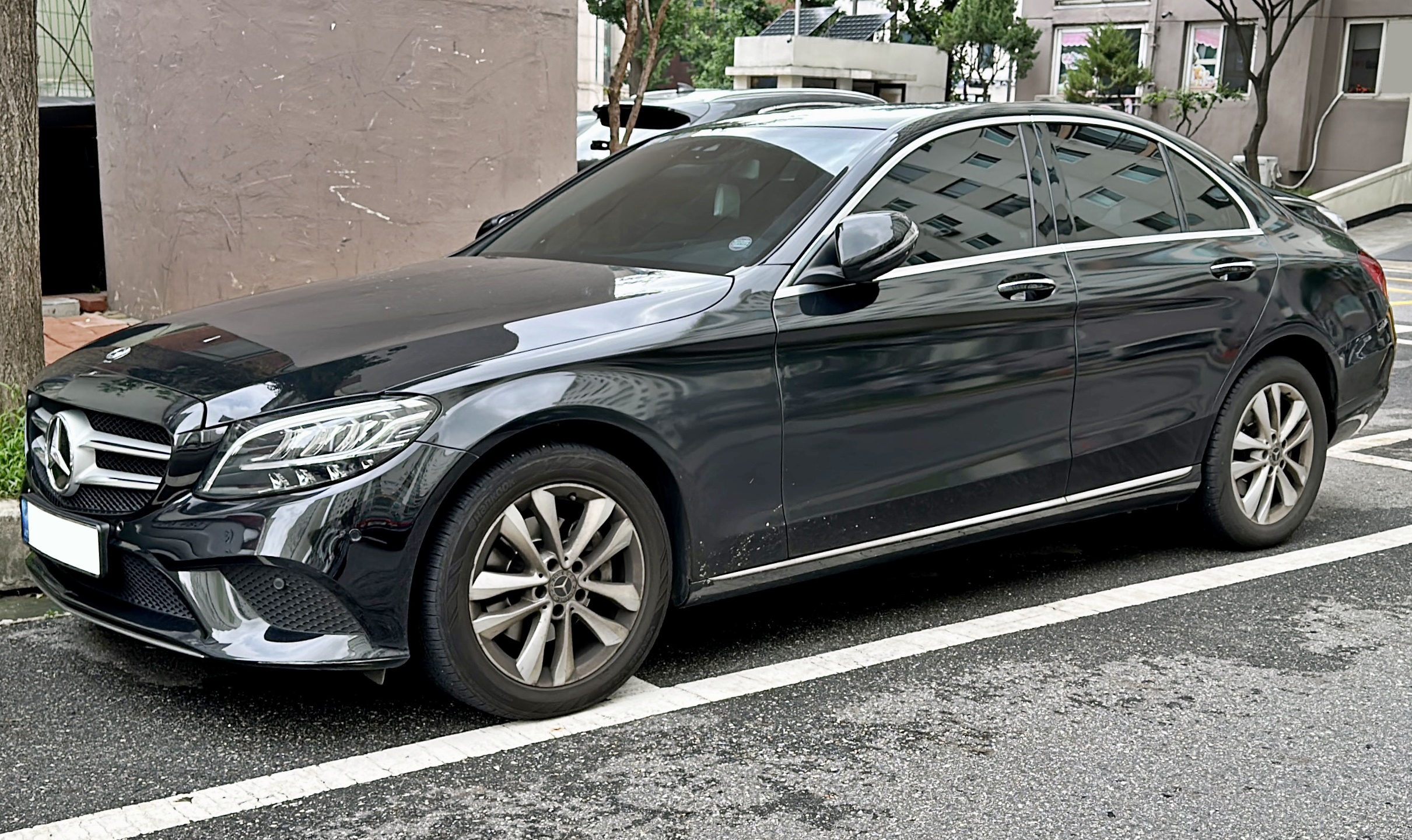
메르세데스-벤츠 C 클래스 세단 정측면

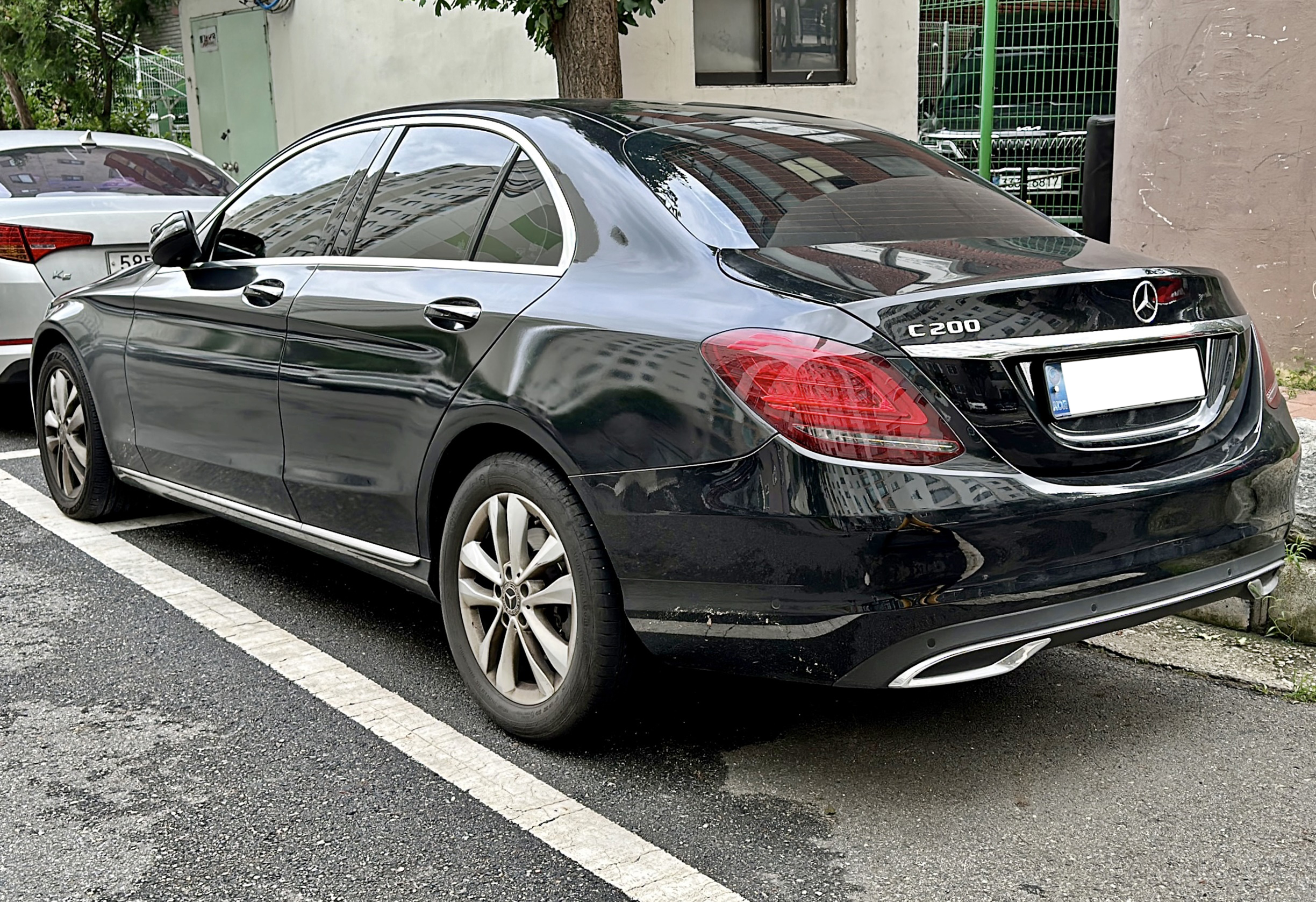
메르세데스-벤츠 C 클래스 세단 후측면

2014년 1월에 개최된 디트로이트 모터쇼를 통하여 일반에 선보였다. 대부분의 메르세데스-벤츠들과 같이 컬럼 시프트 타입 자동변속기가 적용된다. 2014년 5월에 개최된 부산 국제 모터쇼를 통하여 대한민국에도 정식으로 판매가 시작되었다. 2014년 9월에 AMG 버전인 AMG C63이 공개되었다. 2015년에 프랑크푸르트 모터쇼를 통하여 쿠페도 공개되었다. 또한 C 클래스 최초로 카브리올레가 추가되었다. 2018년에 페이스 리프트를 거쳤다. 

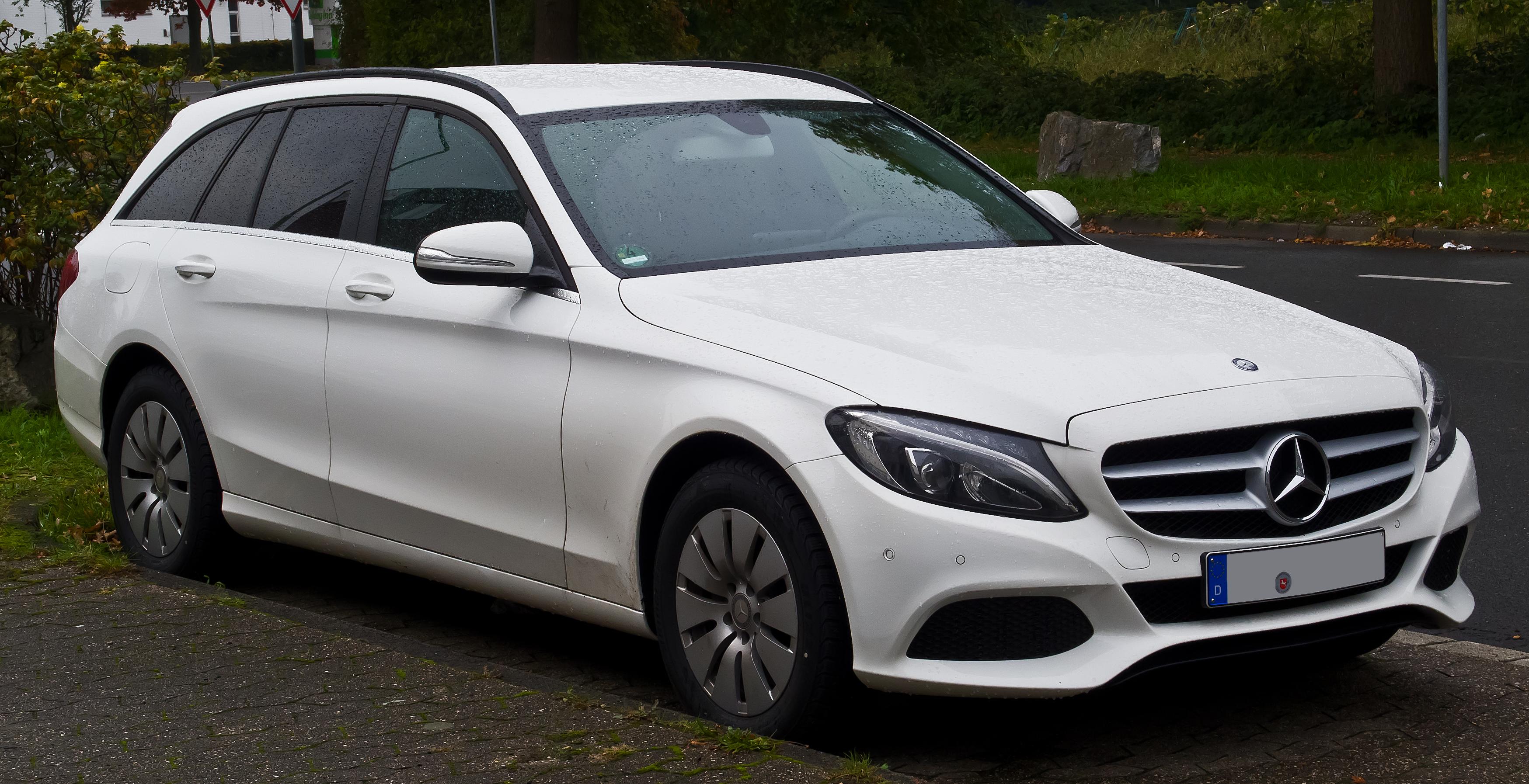
메르세데스-벤츠 C 클래스 에스테이트 정측면
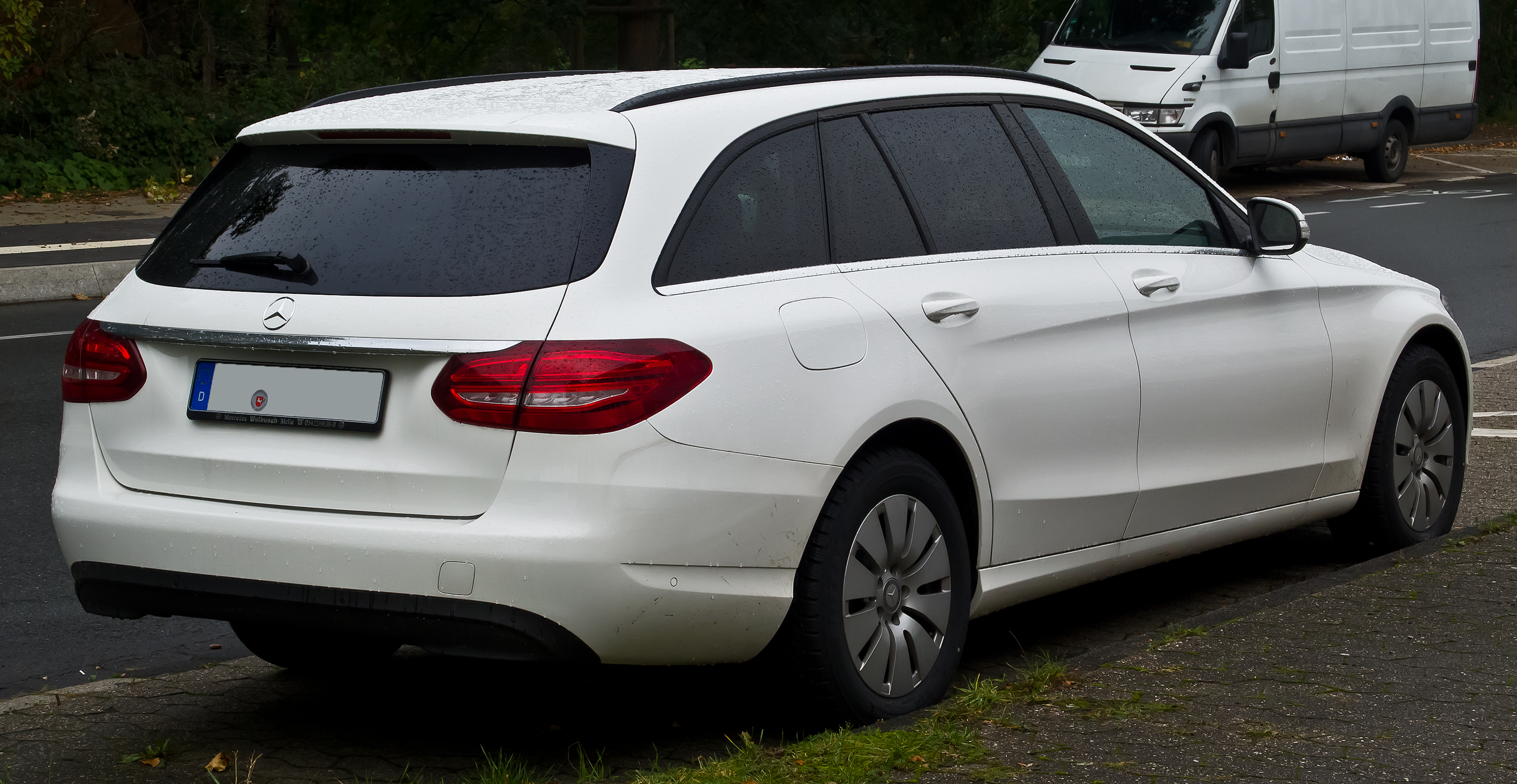
메르세데스-벤츠 C 클래스 에스테이트 후측면
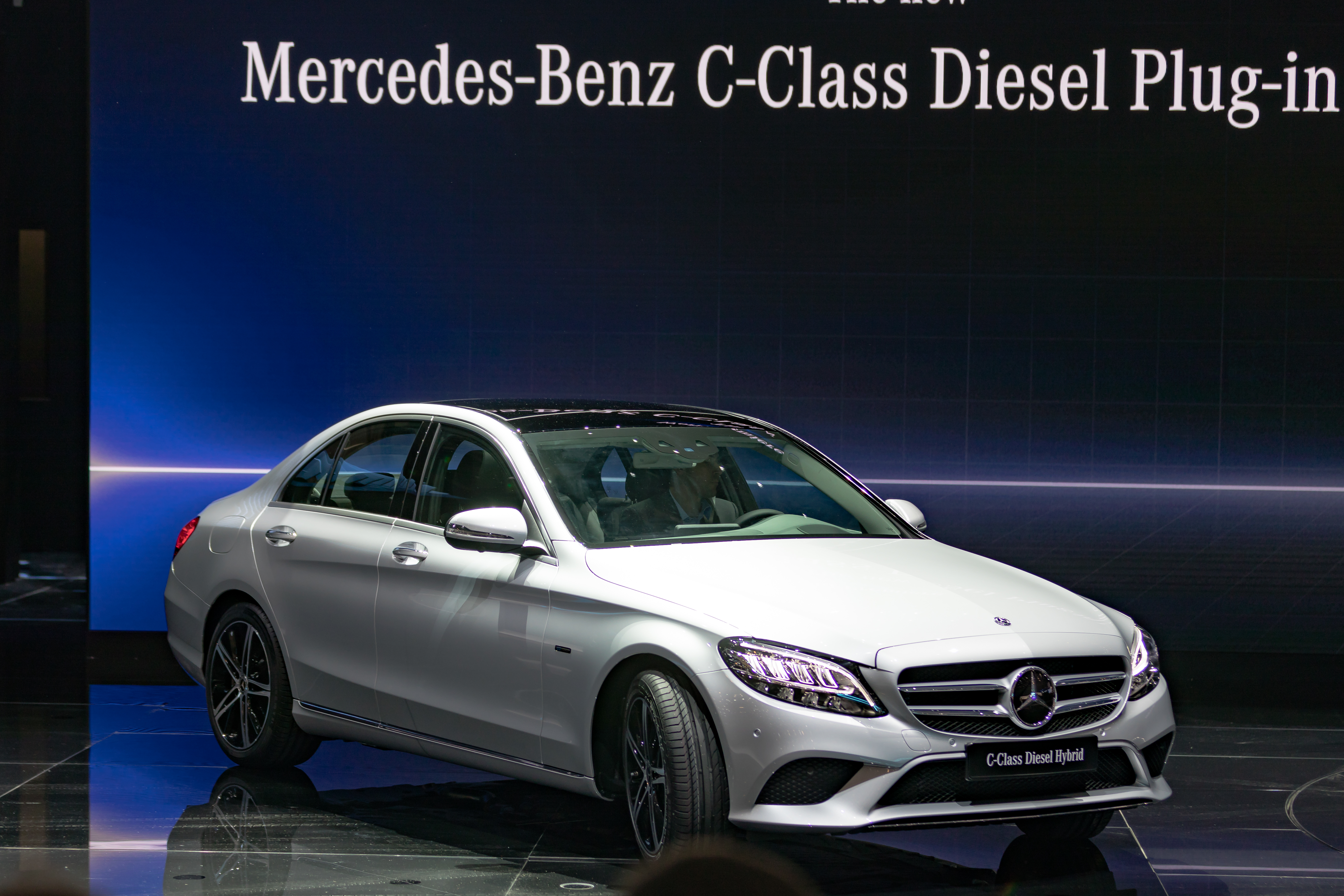
후기형 정측면

## 6세대(W206/V206/S206)
2021년 2월 23일에 온라인으로 공개되었다. 6세대부터 쿠페와 카브리올레는 CLE(가칭)로 대체되고, 세단과 왜건만 남겼다. 쿠페와 카브리올레는 2세대 SLC클래스로 출시할 것이다. S클래스에서 적용된 테슬라를 모방한 큰 디스플레이가 센터페시아에 적용됐다. 
모든 내연기관 엔진 라인업이 직렬 4기통 1.5L/2.0L 엔진으로 단일화하여 회생제동 기능을 지원하는 통합 스타트 제너레이터와 마일드 하이브리드(EQ Boost)가 탑재되며, 플러그인 하이브리드용 충전소켓은 리어 범퍼에서 리어 펜더로 이동했다.

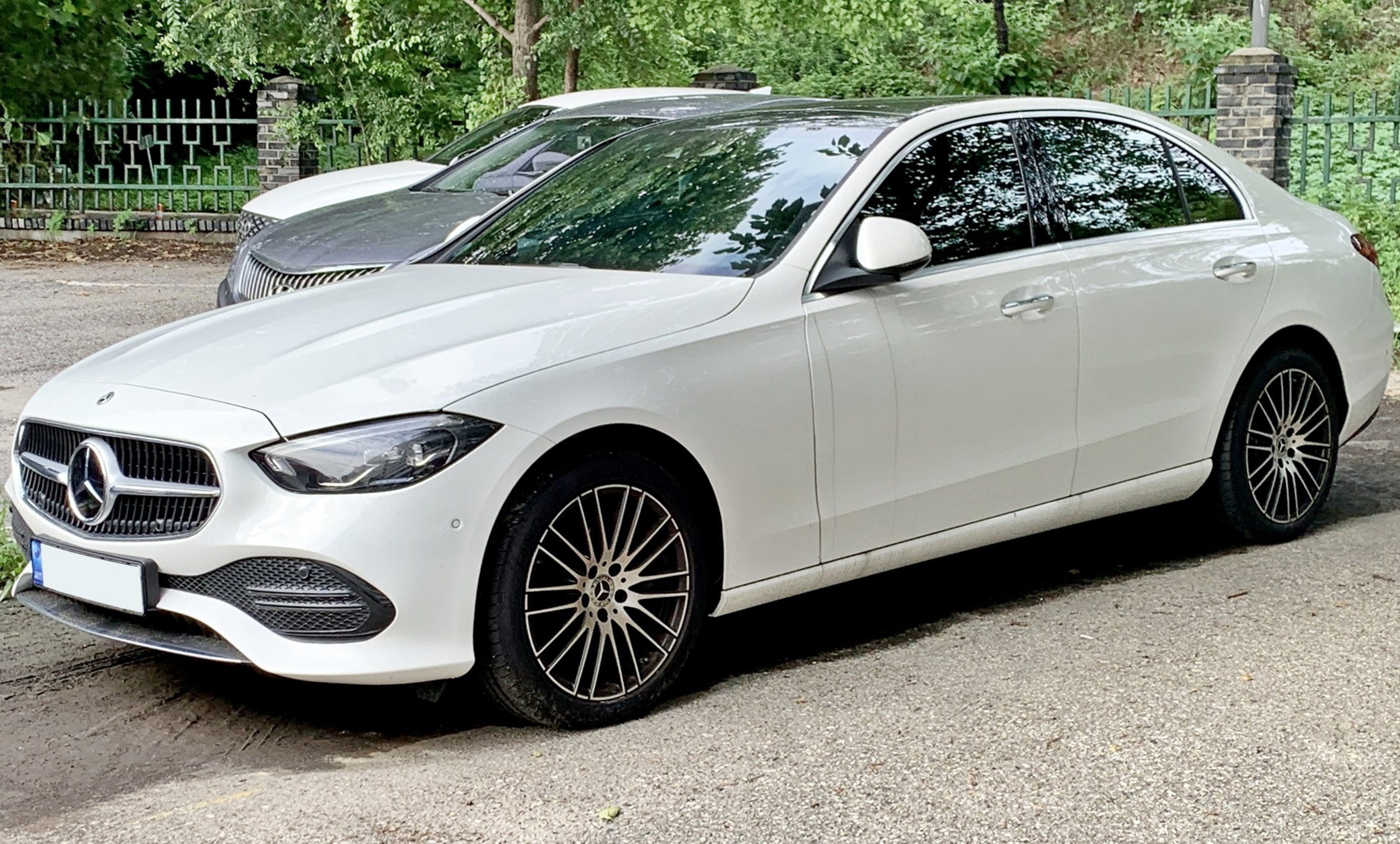
메르세데스-벤츠 C클래스 세단 정측면

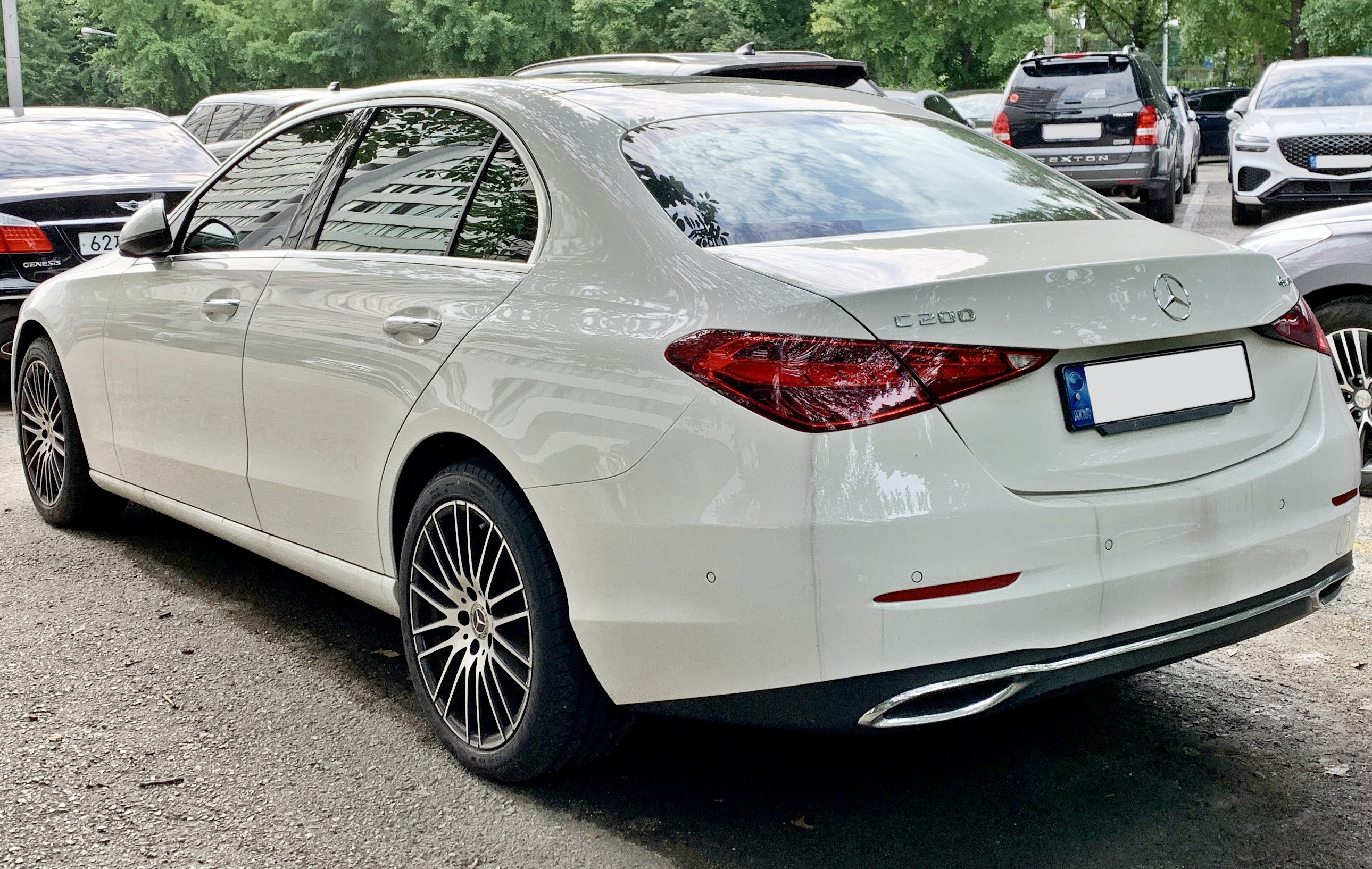
메르세데스-벤츠 C클래스 세단 후측면

대한민국에는 2022년 3월에 출시했으며, C200 4MATIC, C300이 먼저 들어왔다.

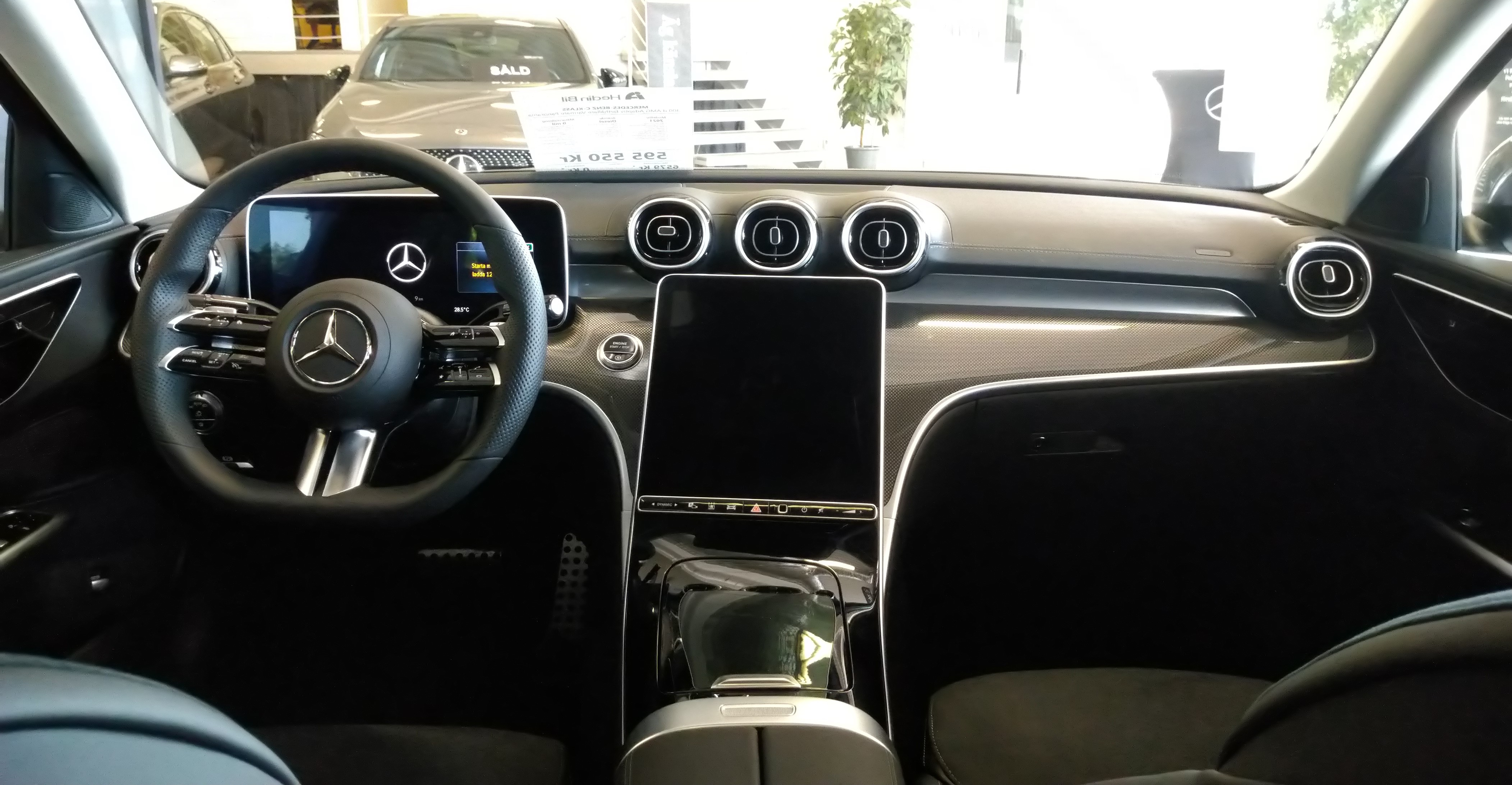
메르세데스-벤츠 C-클래스 세단 실내
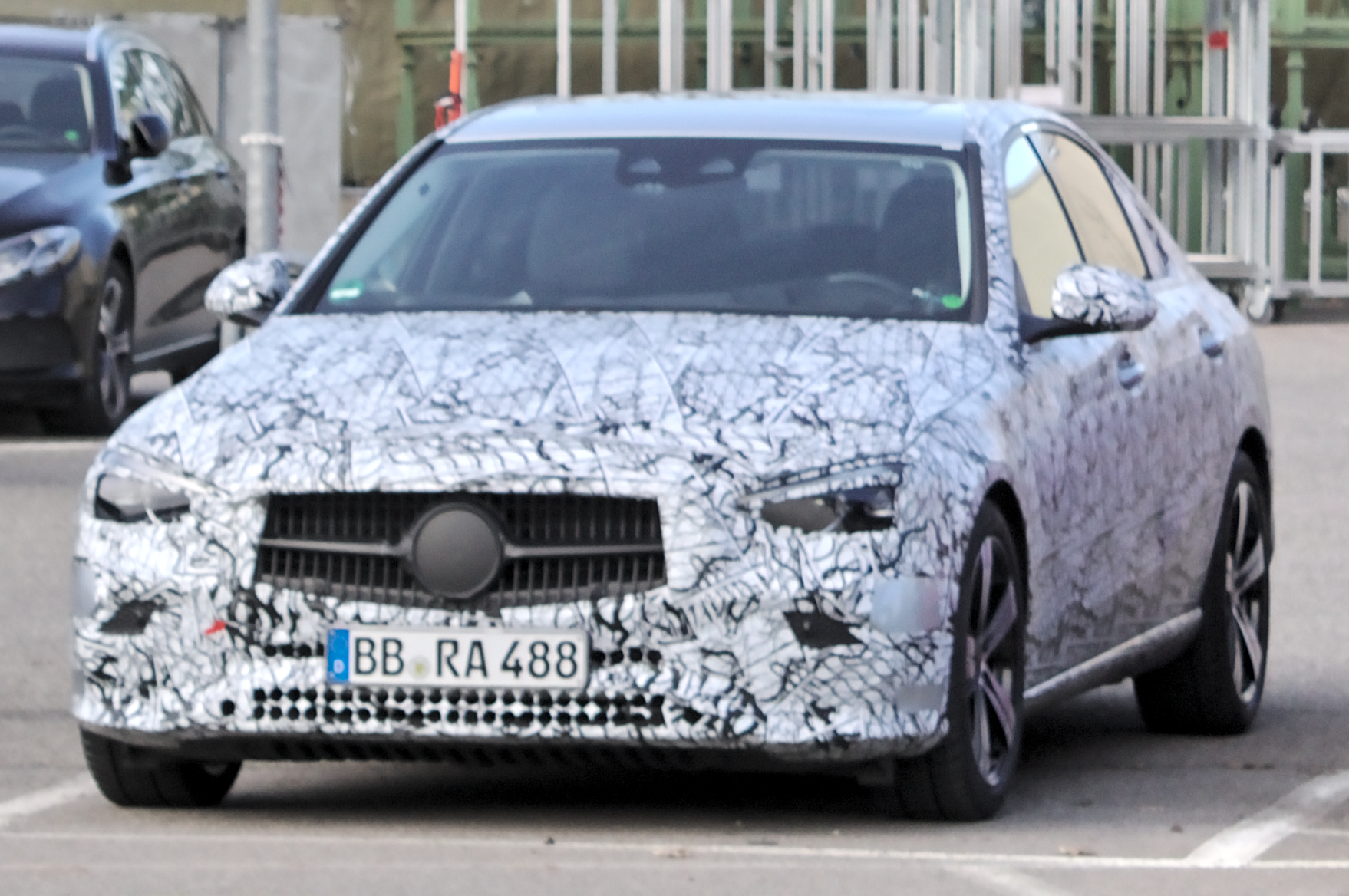
메르세데스-벤츠 C-클래스 세단 테스트뮬

## 같이 보기
- 메르세데스-벤츠 S 클래스